# Stadsmuseet i Stockholm

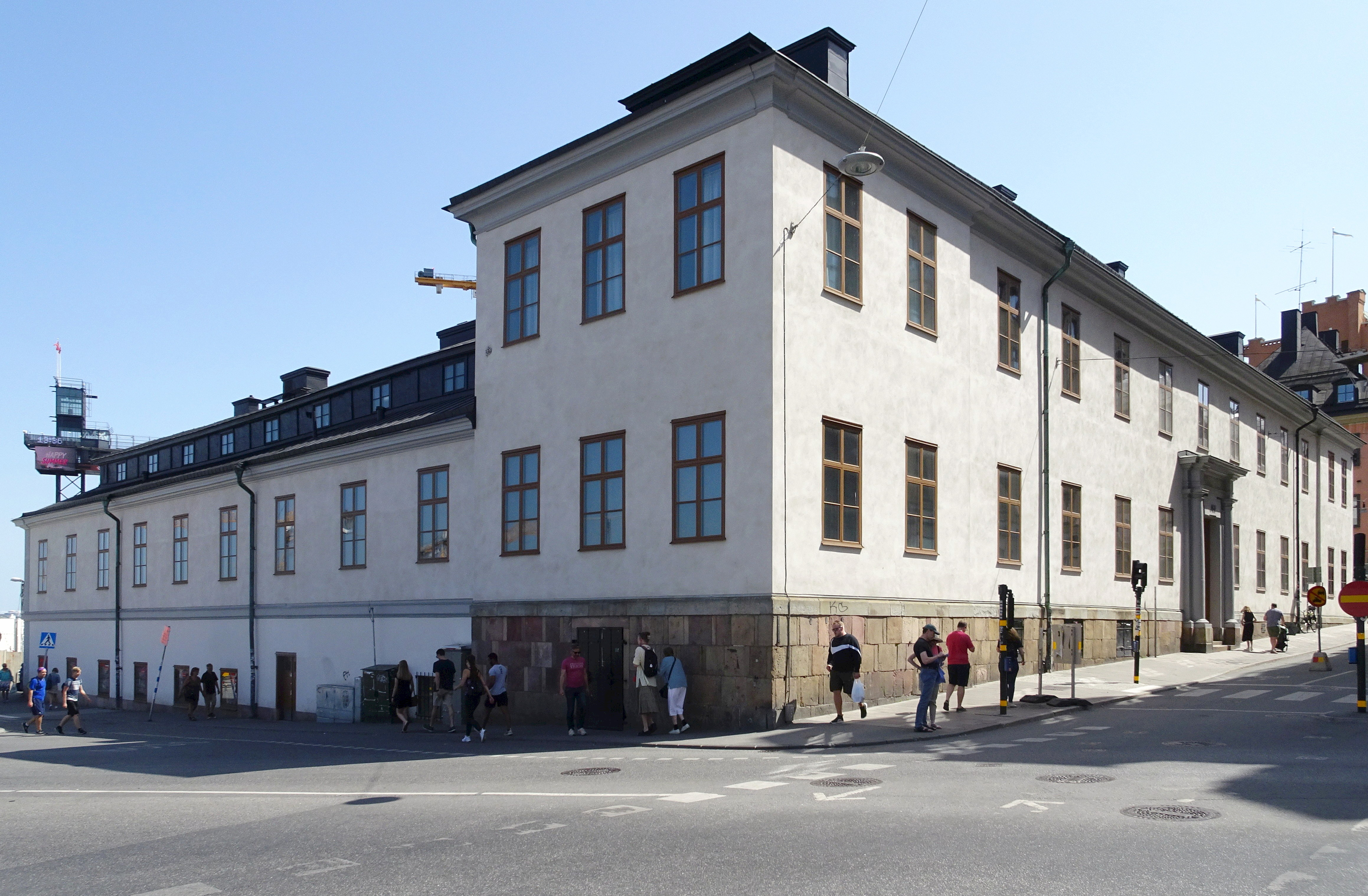
Stadsmuseets byggnad sedd från Hornsgatan, 2019.

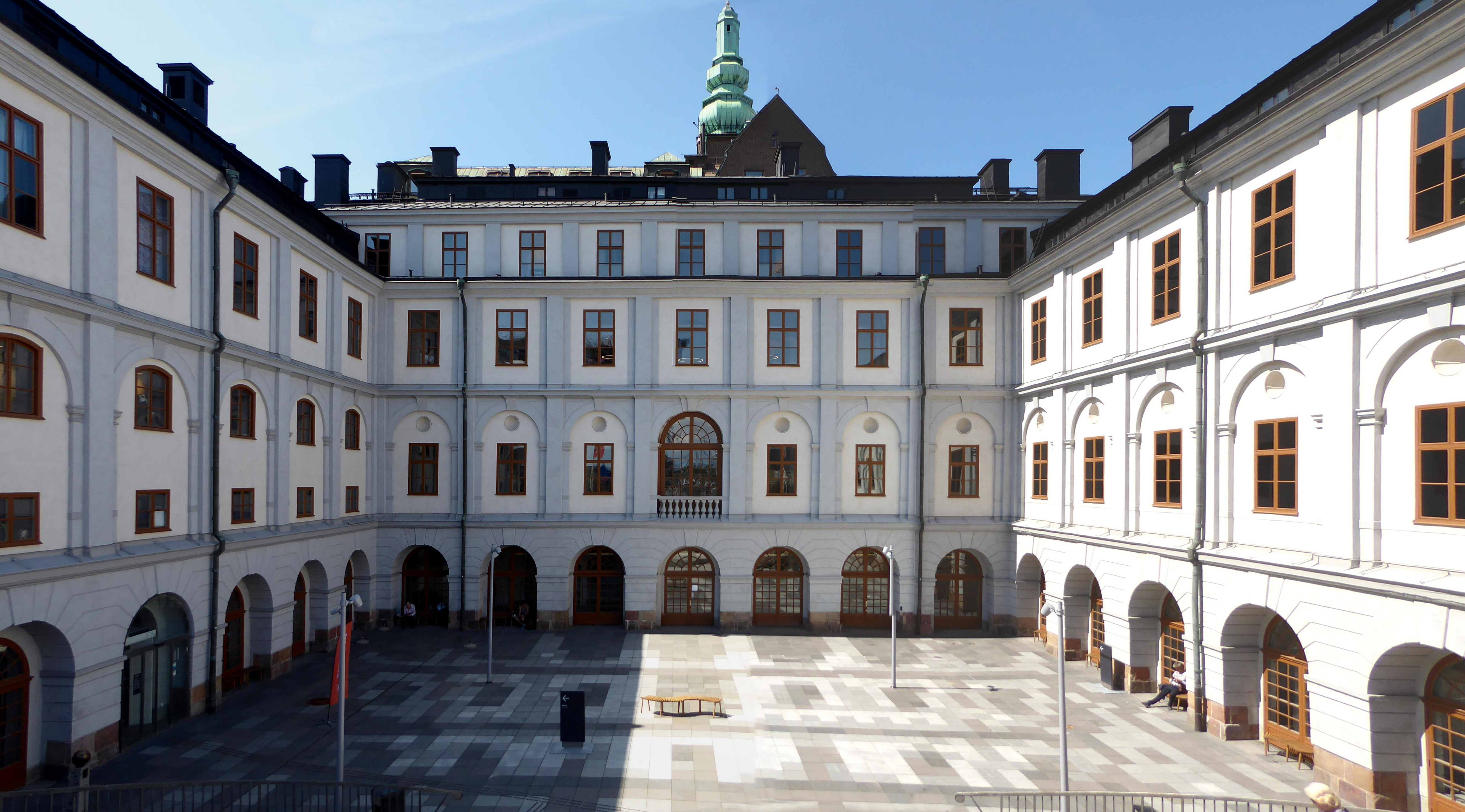
Stadsmuseets entré (till vänster) och innergård, 2019.

Stadsmuseet i Stockholm (fram till 2013 Stockholms stadsmuseum) är ett museum i Stockholm som inventerar, dokumenterar, samlar och presenterar material relaterat till Stockholms historia. Museet är inrymt i Södra stadshusets tidigare lokaler belägna vid Ryssgården på Södermalm och visar permanenta och tillfälliga utställningar. Museet hette tidigare Stockholms stadsmuseum, men gjorde 2013 ett namnbyte till Stadsmuseet i Stockholm.
Stadsmuseet grundades 1937 och öppnade för allmänheten 1942. Det var fyndet av Riddarholmsskeppet som föranledde att Stadsmuseet grundades. Idag är det Sveriges största kommunala museum och förvaltar samlingar som består av bland annat 300 000 föremål, 25 000 konstverk och 3,5 miljoner fotografier.
Den 12 januari 2015 stängdes museet för renovering och återinvigdes den 27 april 
2019.

## Byggnad

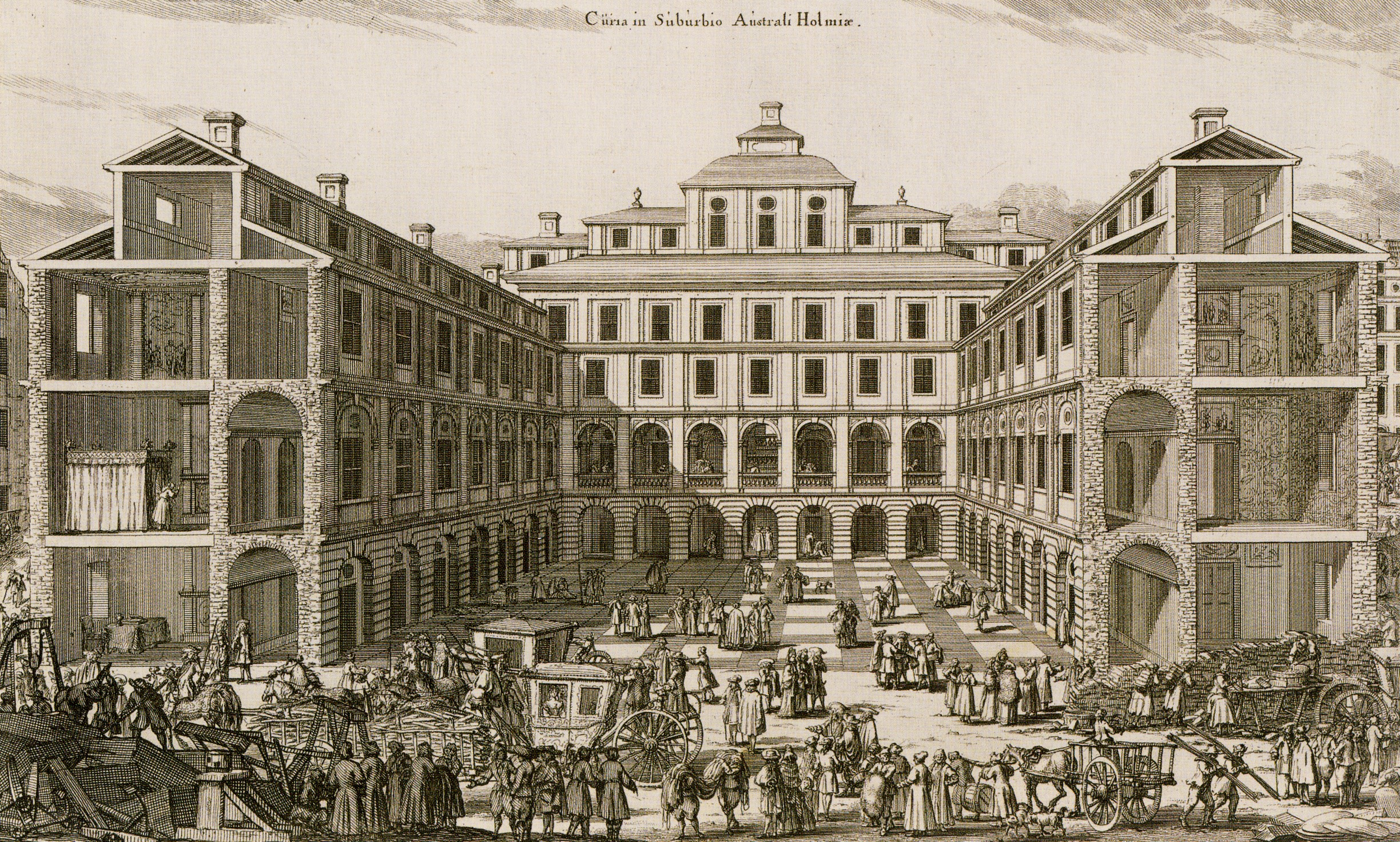
Södra stadshuset, kopparstick från 1691.

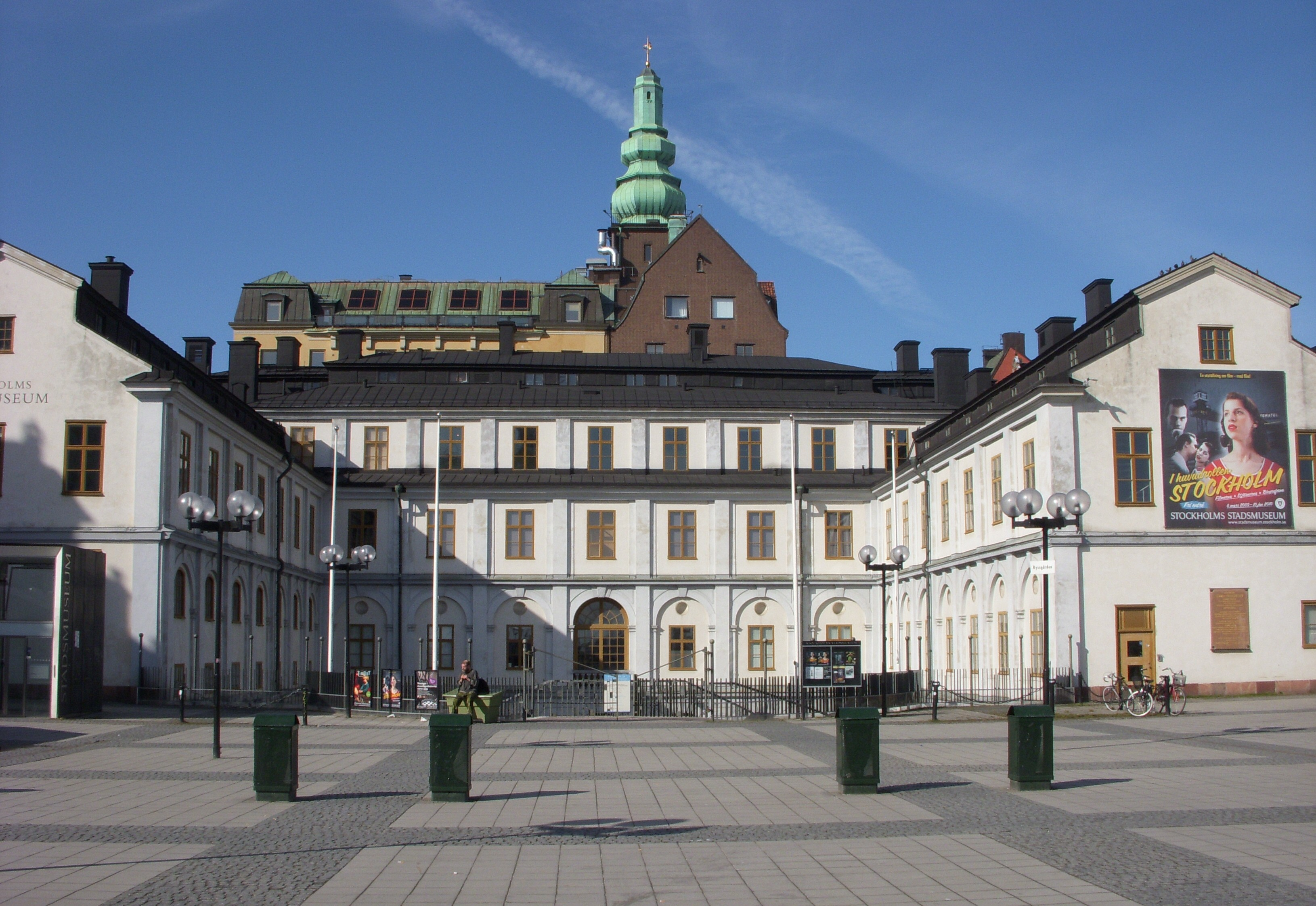
Stadsmuseet, fasad mot öst, 2009.

Byggnaden började uppföras 1663, ritningarna gjordes av den dåvarande stadsarkitekten i Stockholm, Nicodemus Tessin d.ä. Den var ämnad som Generalfaktorikontor, ett huvudkontor för internationell handel, men redan 1669 var den perioden över, och den benämns 1676 som stadshusbyggnaden på Södermalm.

## Verksamhet
Från och med den 1 januari 2007 ingår Stadsmuseet i kulturförvaltningen, vid sidan av Stockholmia förlag och fram till november 2023 Medeltidsmuseet. Den beslutande politiska nämnden är kulturnämnden.
Stadsmuseet arrangerar föreläsningar, teaterföreställningar och andra evenemang. Museet förfogar över två föreläsnings- respektive konferenssalar "Tessinsalen" (för maximal 80 personer) och "Bellmanrummet" (för maximal 16 personer). Salarna kan hyras. I Tessinsalen fanns på 1600-talets slut och 1700-talets början en anatomisk teater för offentliga dissektioner av lik.
Museet arrangerar även stadsvandringar, både på svenska och andra språk, utifrån olika teman knutna till Stockholm. För forskning och sökning i arkiv är Salongen öppet för allmänheten, där besökarna kan söka bland museets bilder, kartor, litteratur och information om stadens bebyggelse. Museets kulturmiljöenhet är stadens expertorgan när det gäller arkeologiska och byggnadshistoriska frågor.
Stadsmuseet är sedan 2003 med i samarbetet kring Stockholmskällans webbplats tillsammans med andra museer och arkiv i Stockholm. På Stockholmskällan publicerar Stadsmuseet ett urval av sitt arkivmaterial, framför allt fotografier. Sedan 2012 finns ytterligare en digital söktjänst: Digitala Stadsmuseet.
Lysande skylt var en årlig tävling om Stockholms vackraste klassiska ljusreklam som utlystes av Stadsmuseet 2011–2017.

## Samlingarna
Stadsmuseet i Stockholm förvaltar samlingar som omfattar omkring  300 000 föremål, 35 000 konstverk, drygt 4 miljoner fotografier samt ett omfattande bibliotek och arkiv. Därtill förvaltar museet Stockholm stads konstsamling om cirka 25 000 konstverk samt stadens konstverk utomhus på allmän plats om cirka 400 konstverk. Museet har i uppdrag att göra samlingarna tillgängliga för allmänheten.

### Interiörbilder

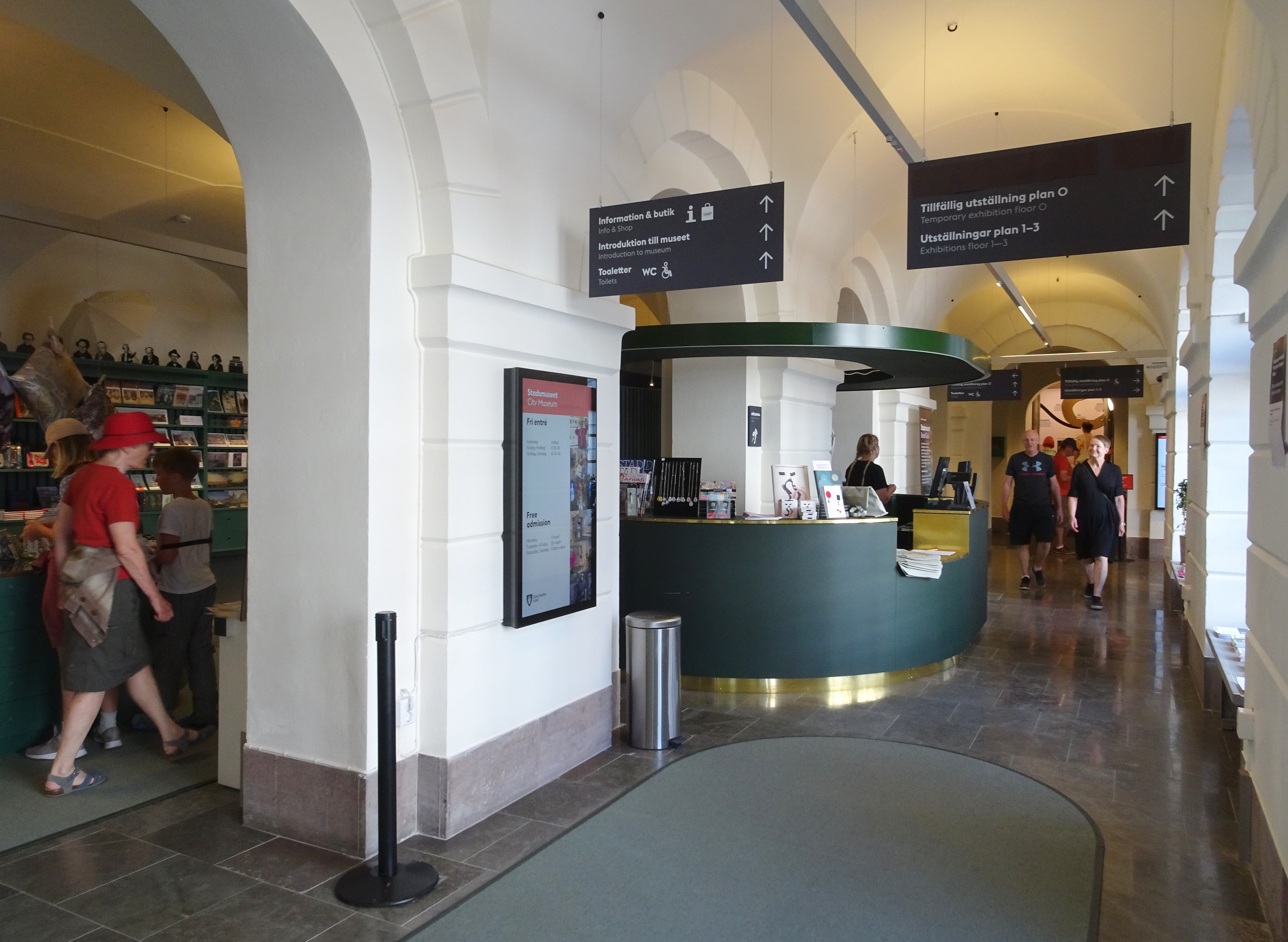
Entrén och butiken.
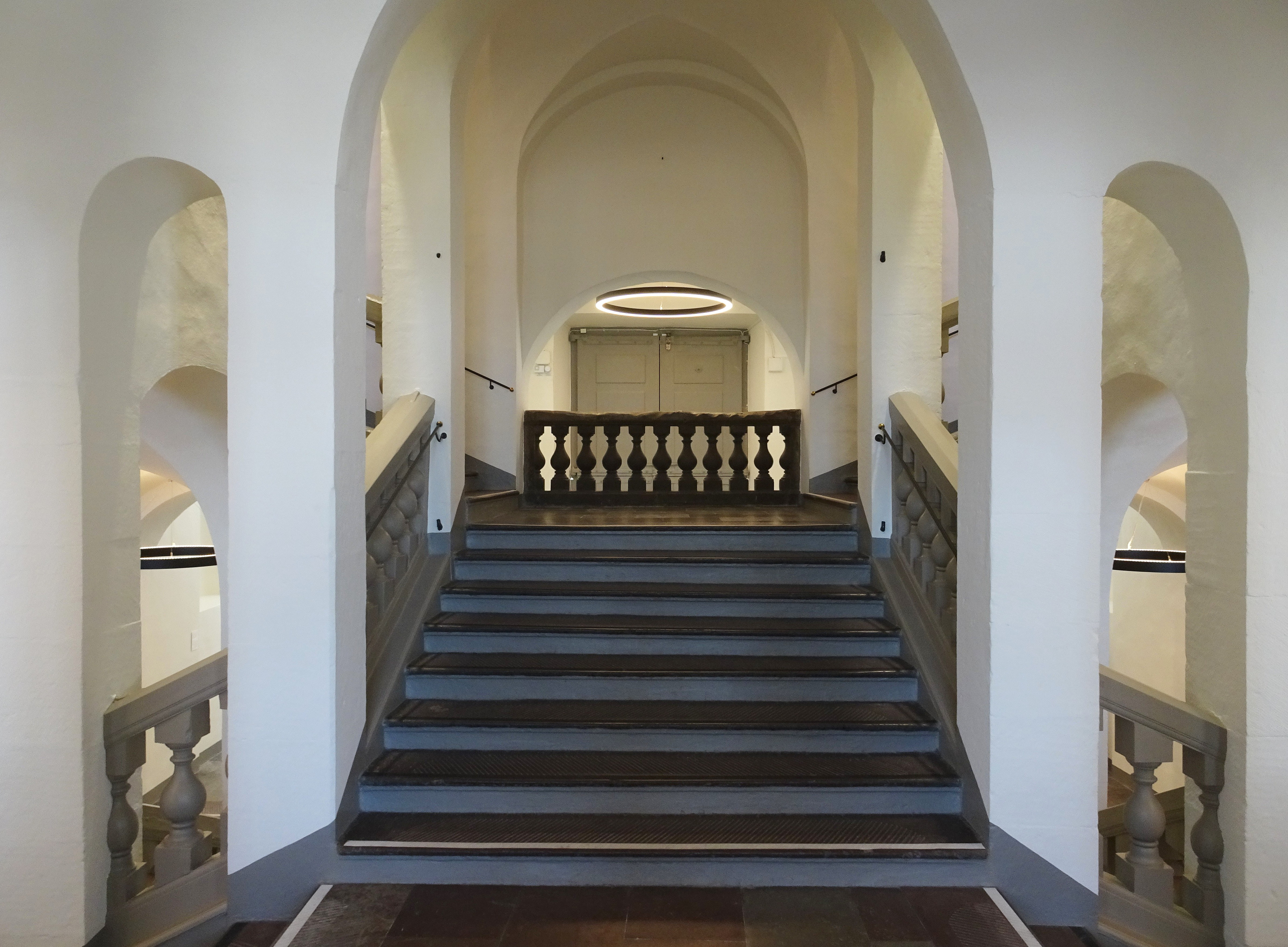
Huvudtrappan.
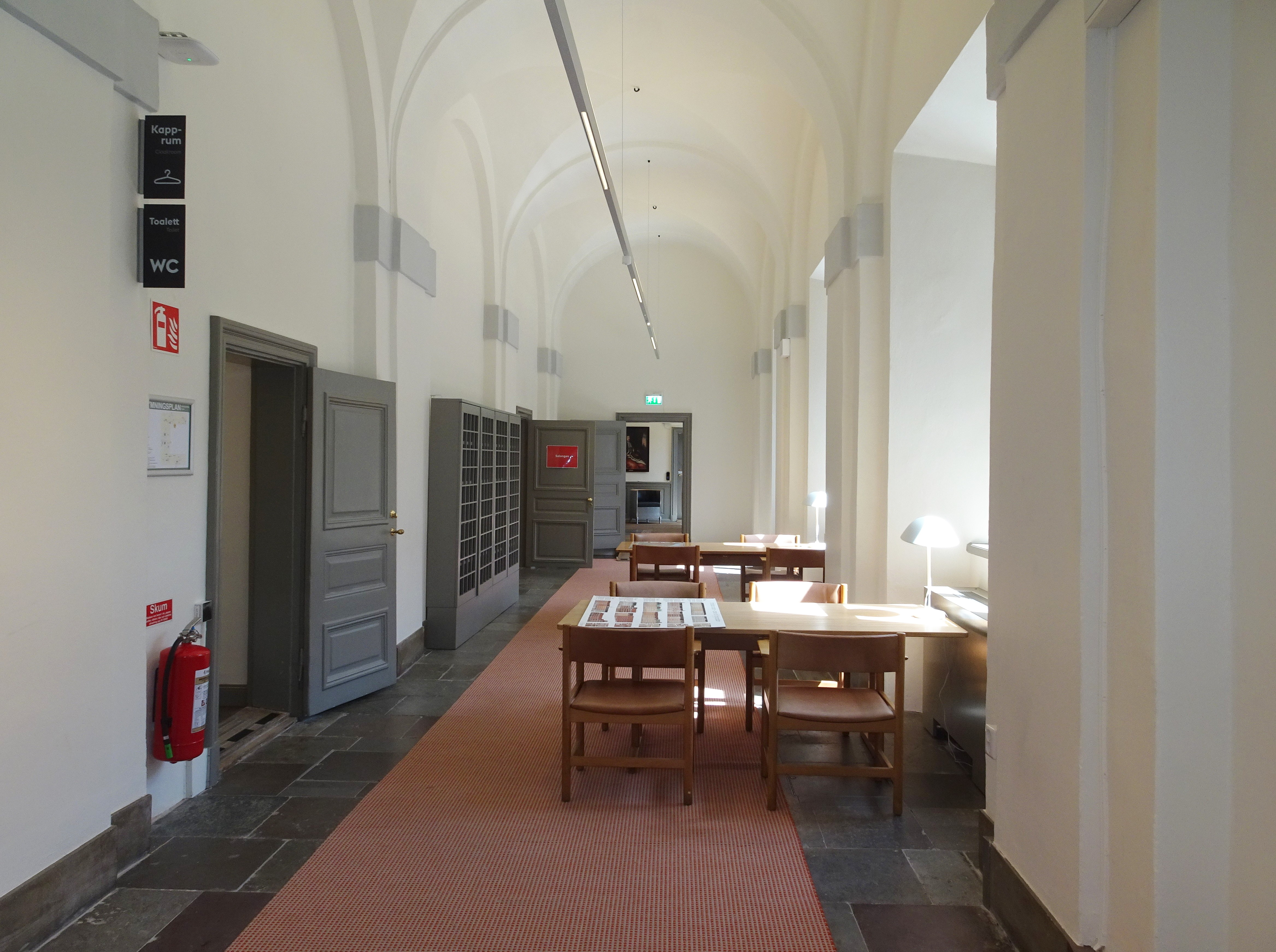
Salongens korridor.
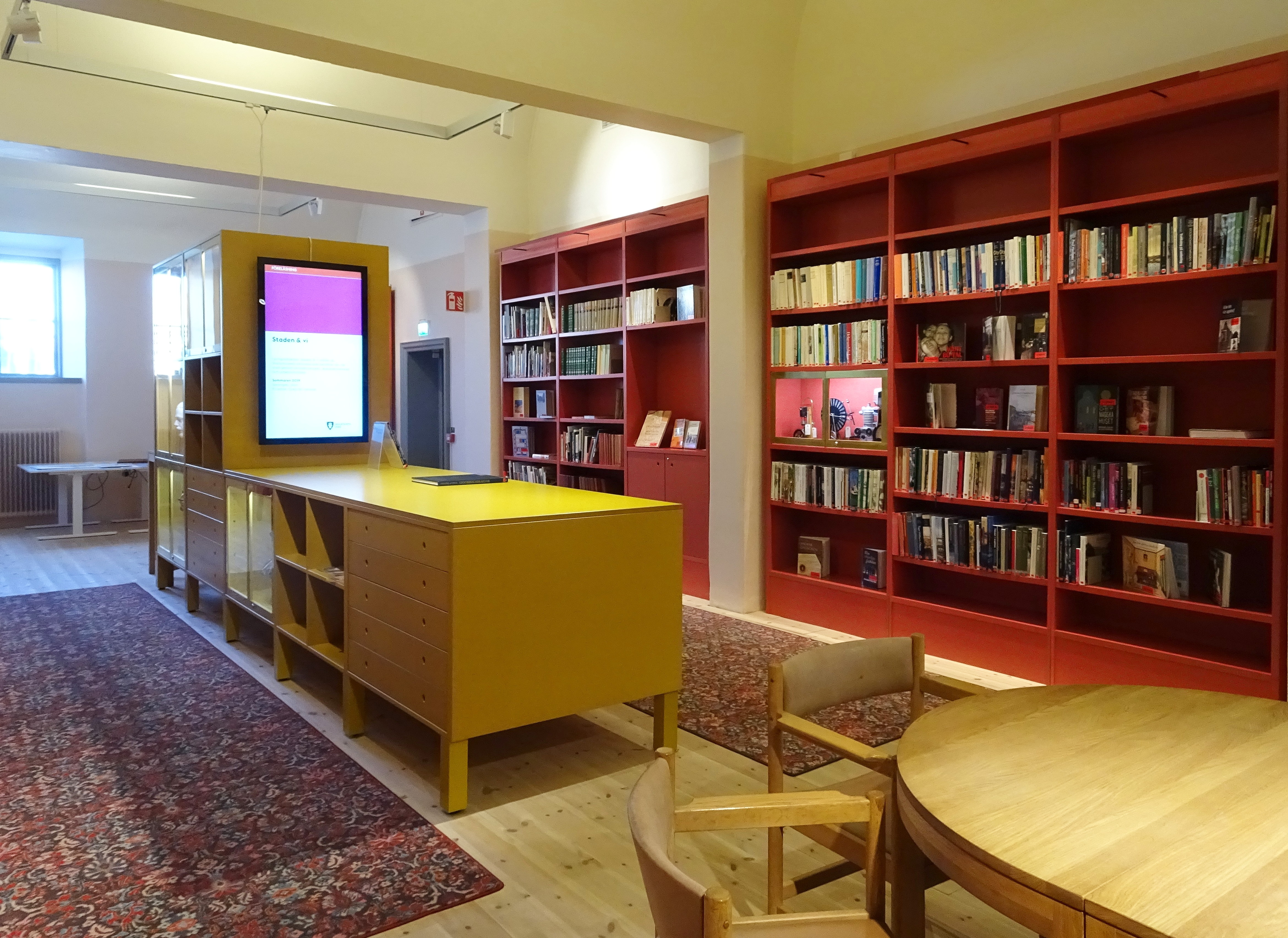
Salongen.
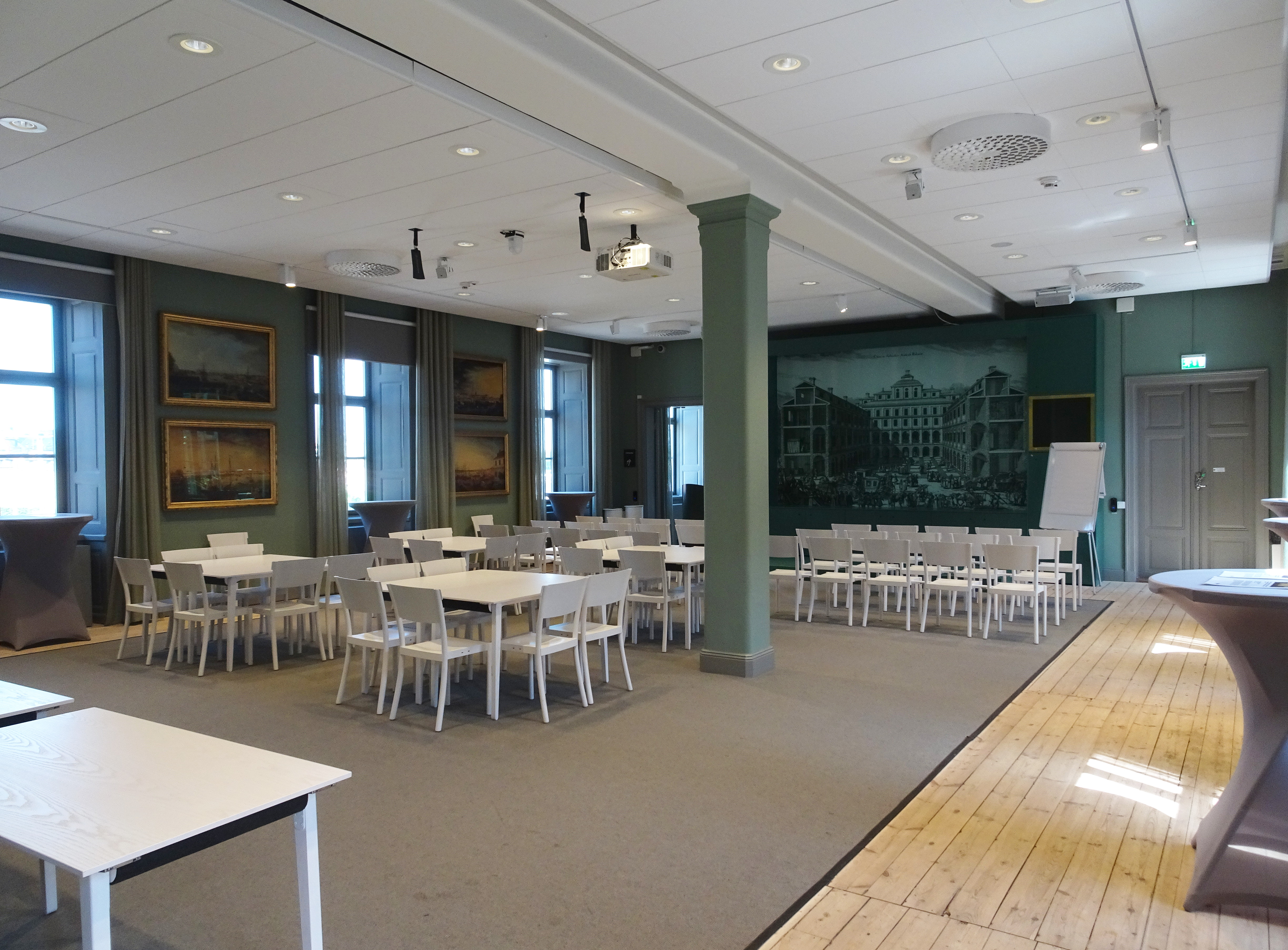
Sevenbomsalen.

## Utställningen
I samband med ombyggnaden av Stadsmuseet genomfördes även en nyordning av den permanenta Stockholmsutställningen. I kronologisk ordning tar man sig genom våningarna från reformationen och stormaktstiden till folkhemmet.
- Entréplan: Huvudentré, information, butik, restaurang f.n. (2019) under uppförande
- Plan 1: Kungens stad 1527–1630 med bland annat "Skatten", "Reformationen", "Det brinner" och "Apoteket"
- Plan 1: Huvudstaden 1630–1720 med bland annat "Huvudstaden", "Makalöst", "Efter Pesten" och "Södra stadshuskällaren"
- Plan 2: Handelsstaden 1720–1860 med bland annat "Fotoutställning", "Stadsbarn" och "Migration"
- Plan 2: Industristaden 1860–1921 med bland annat "Industri", "Gatan", "Skeppsbron" och "Sevenbomsalen"
- Plan 3: Modern stad 1921–1950 med bland annat "Stad i världen", "Norrmalms- och Klaramodellen", "Stadsbyggnad" och "Tunnelbanan"
- Plan 3½: Högst upp ligger rekonstruktionen av familjen Pihlqvists hem från sekelskiftet 1900

### En virtuell rundgång i Stockholmsutställningen

Plan 1
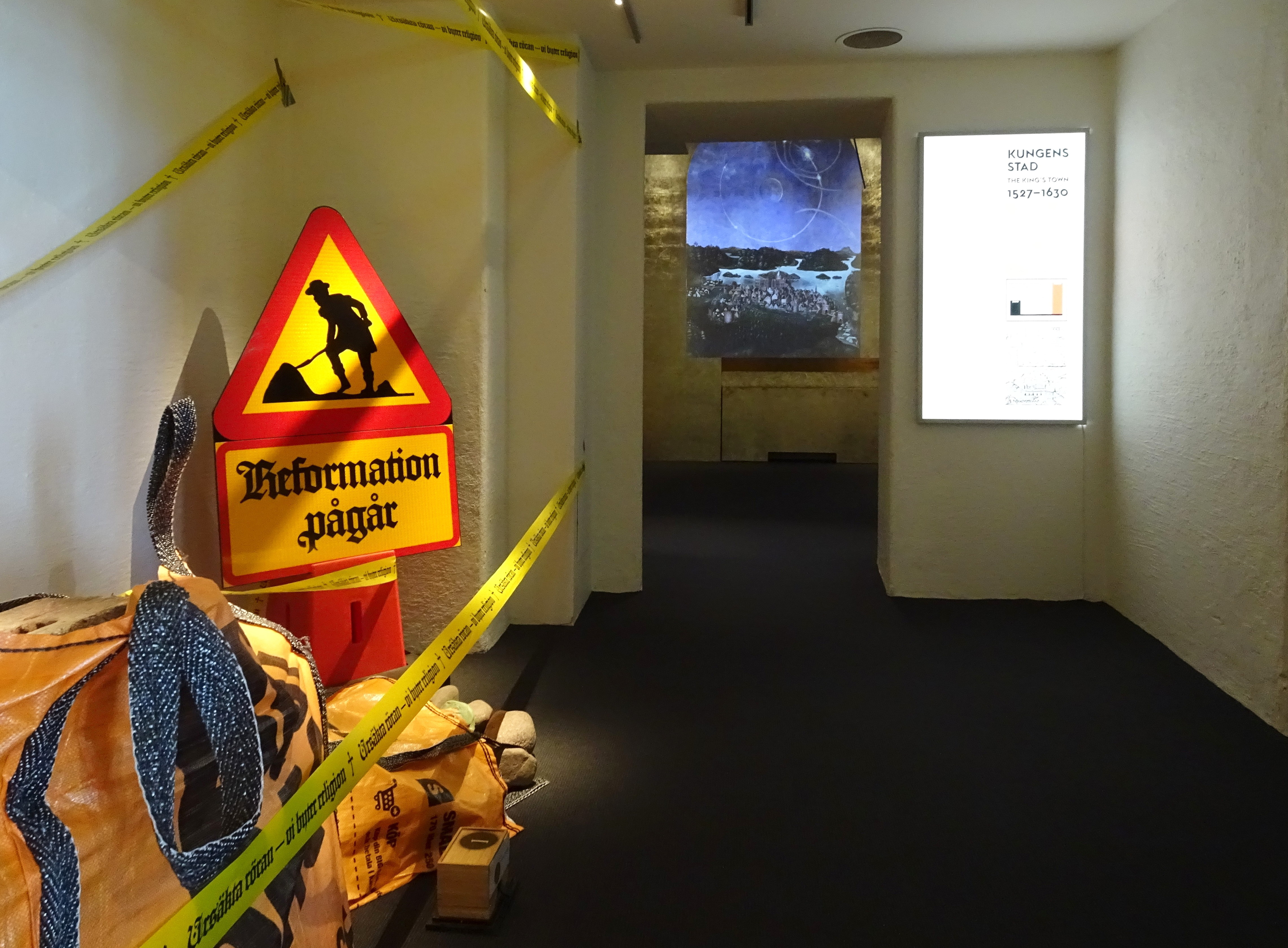
Reformationen pågår
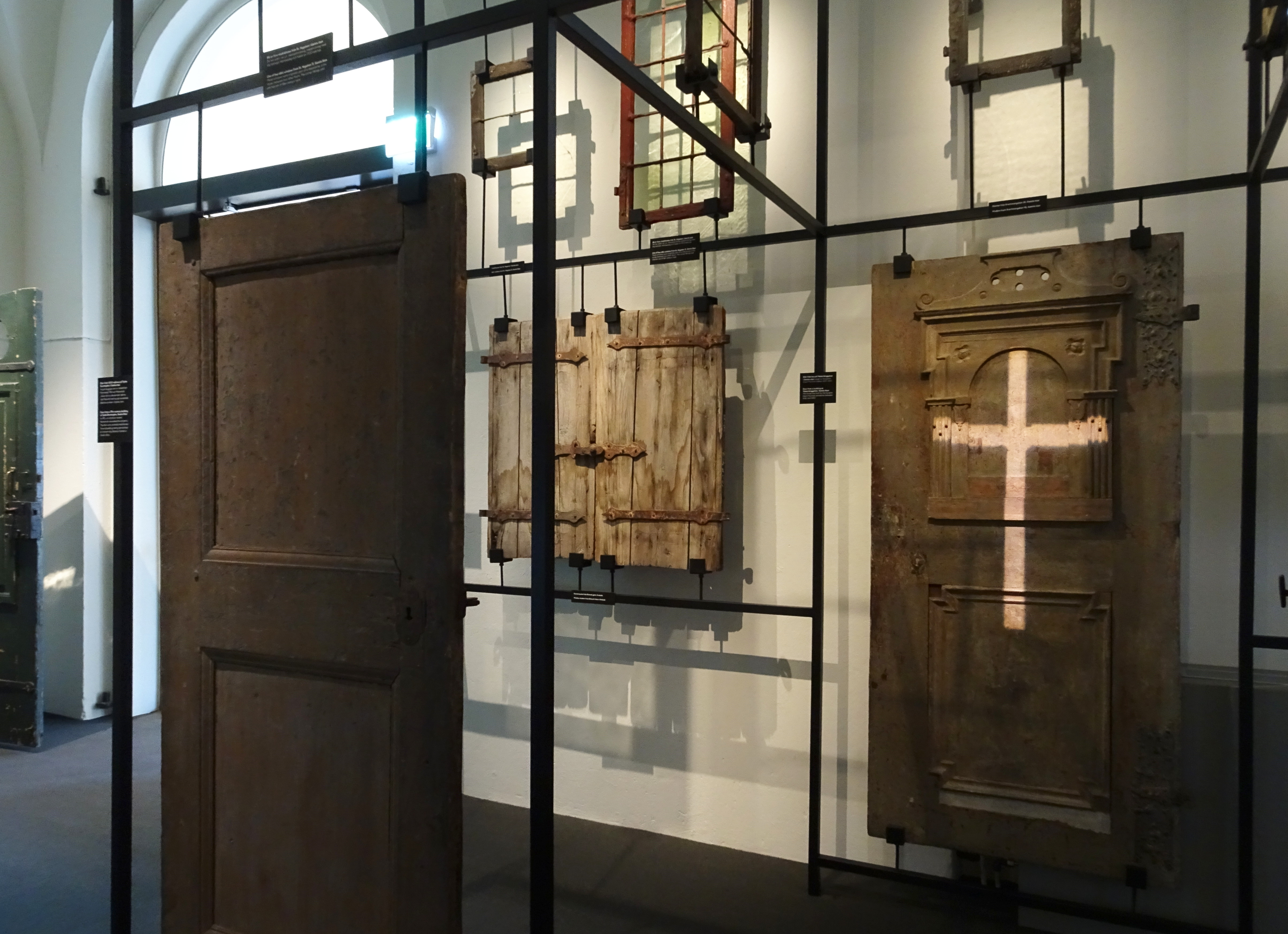
Efter pesten
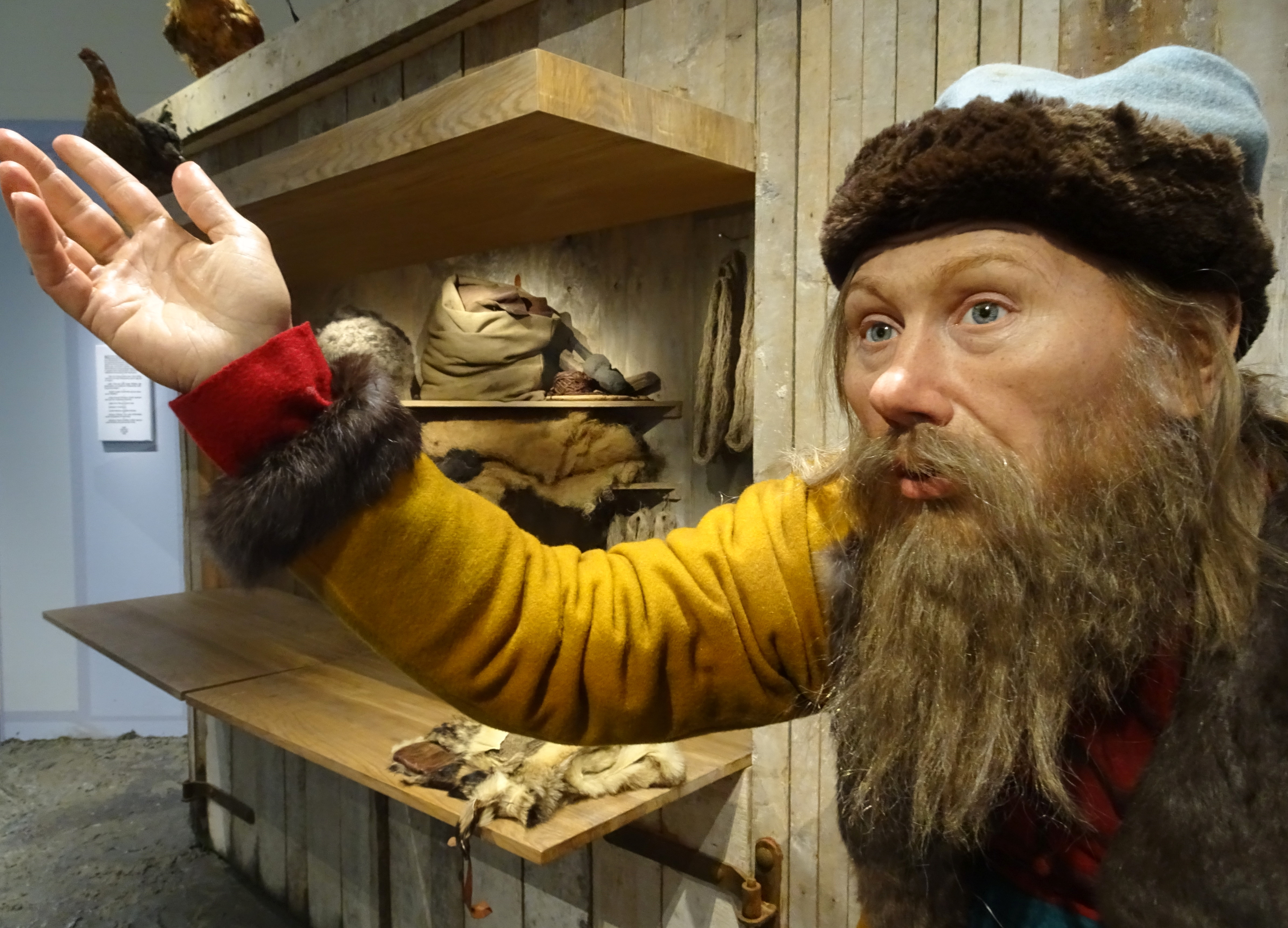
Den ryske handelsmannen Petr Belous
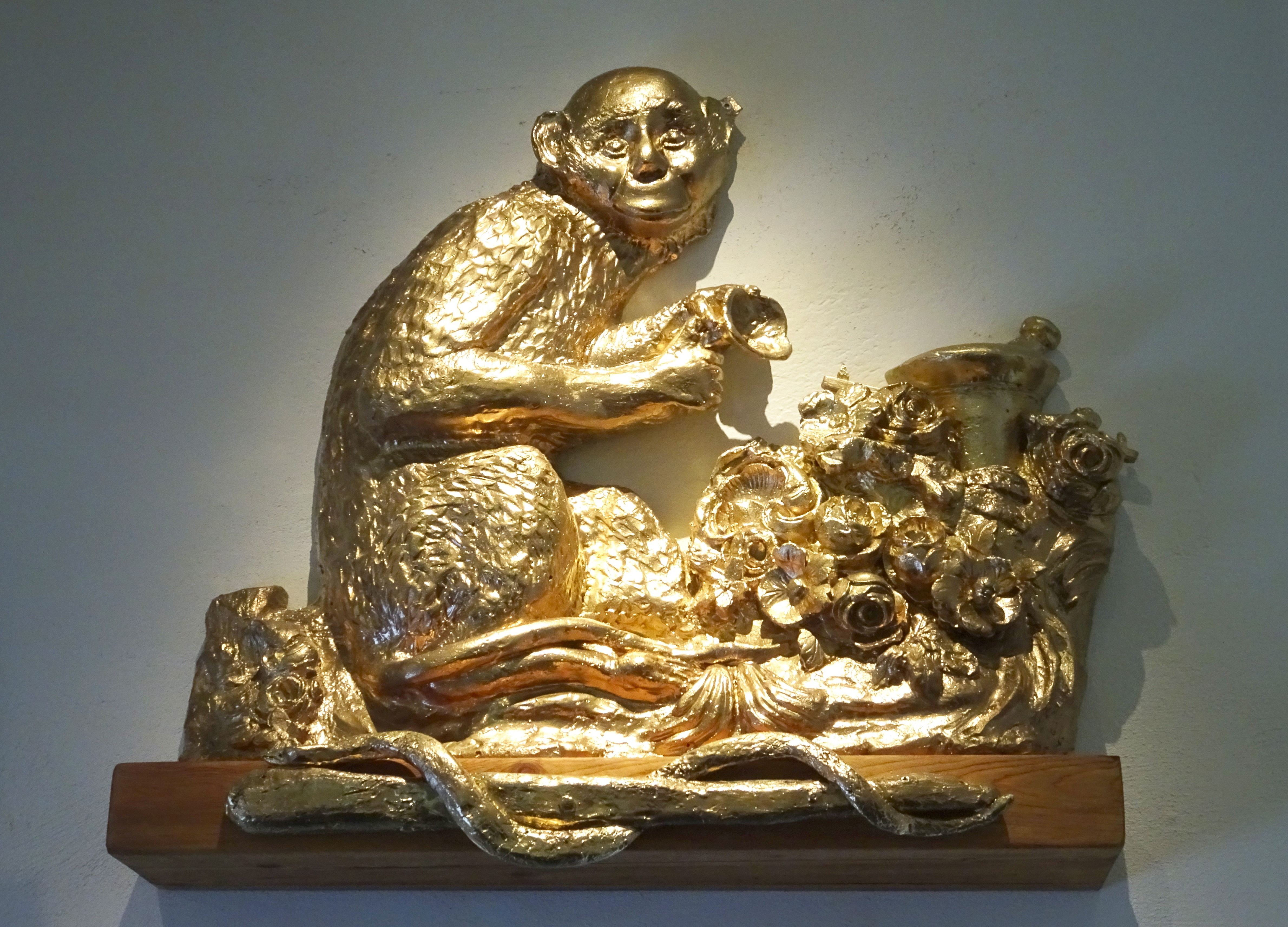
Apoteket Markattans emblem
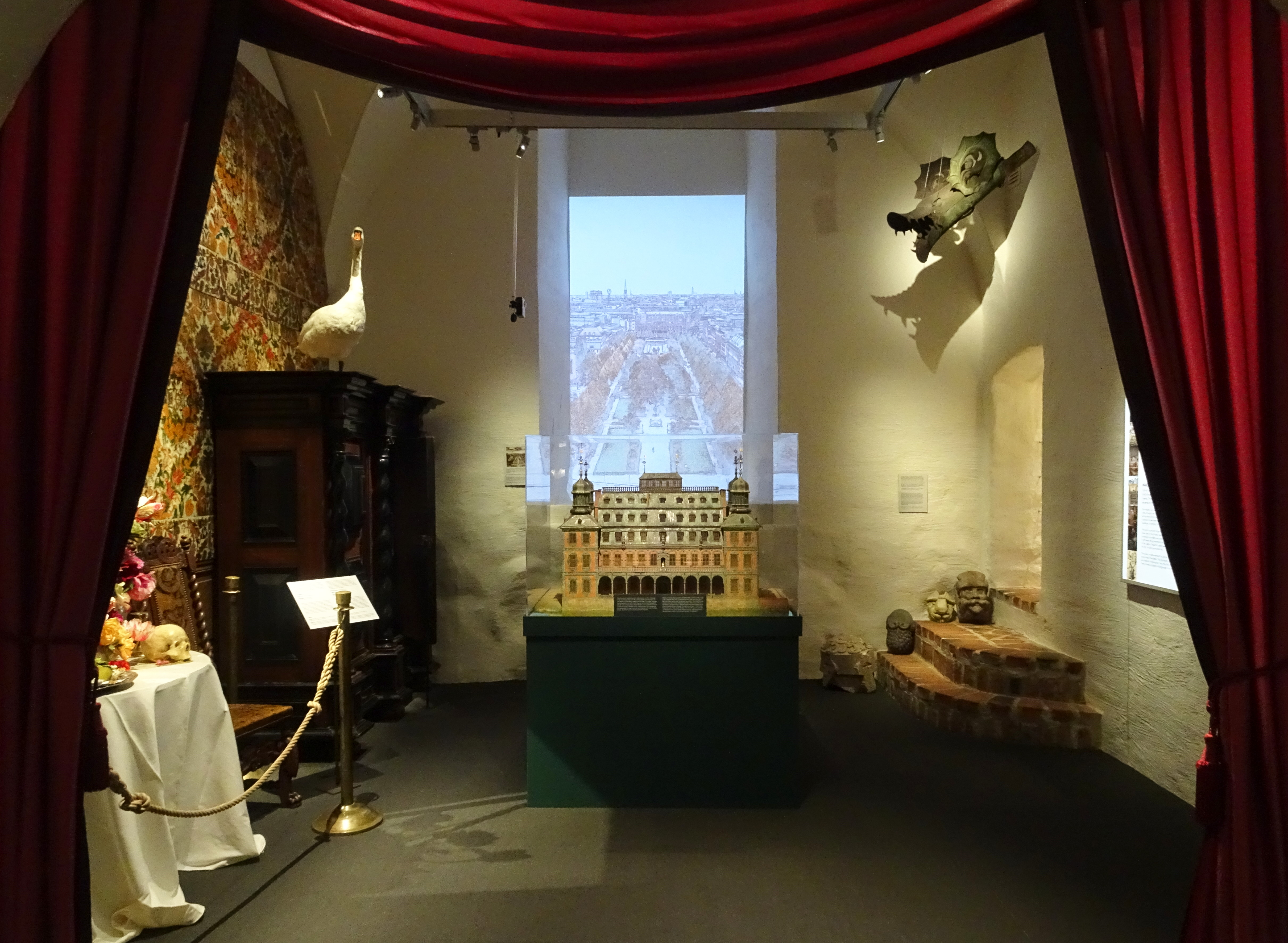
Adelspalatset Makalös

Plan 2
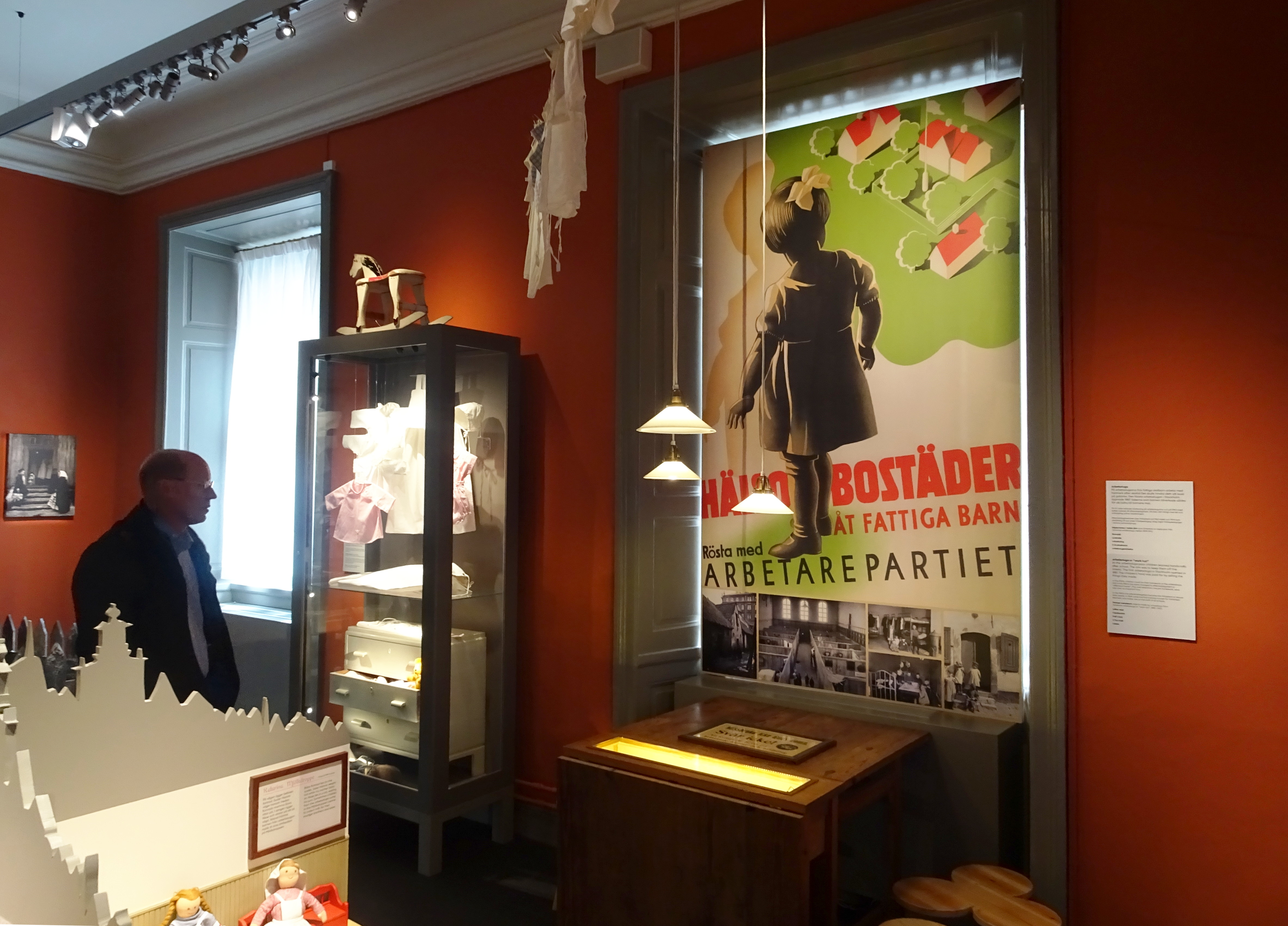
Stadsbarn
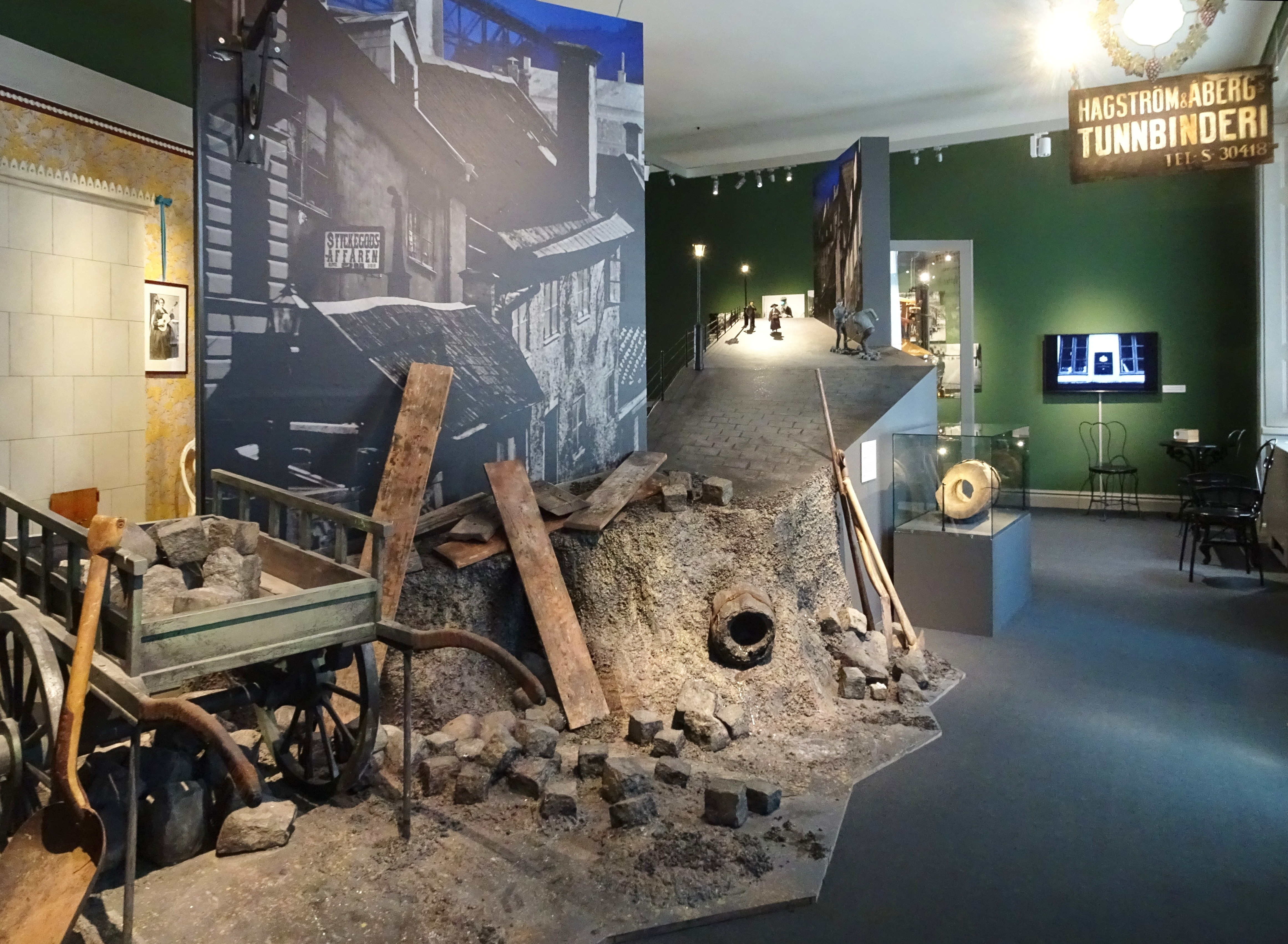
Gatan
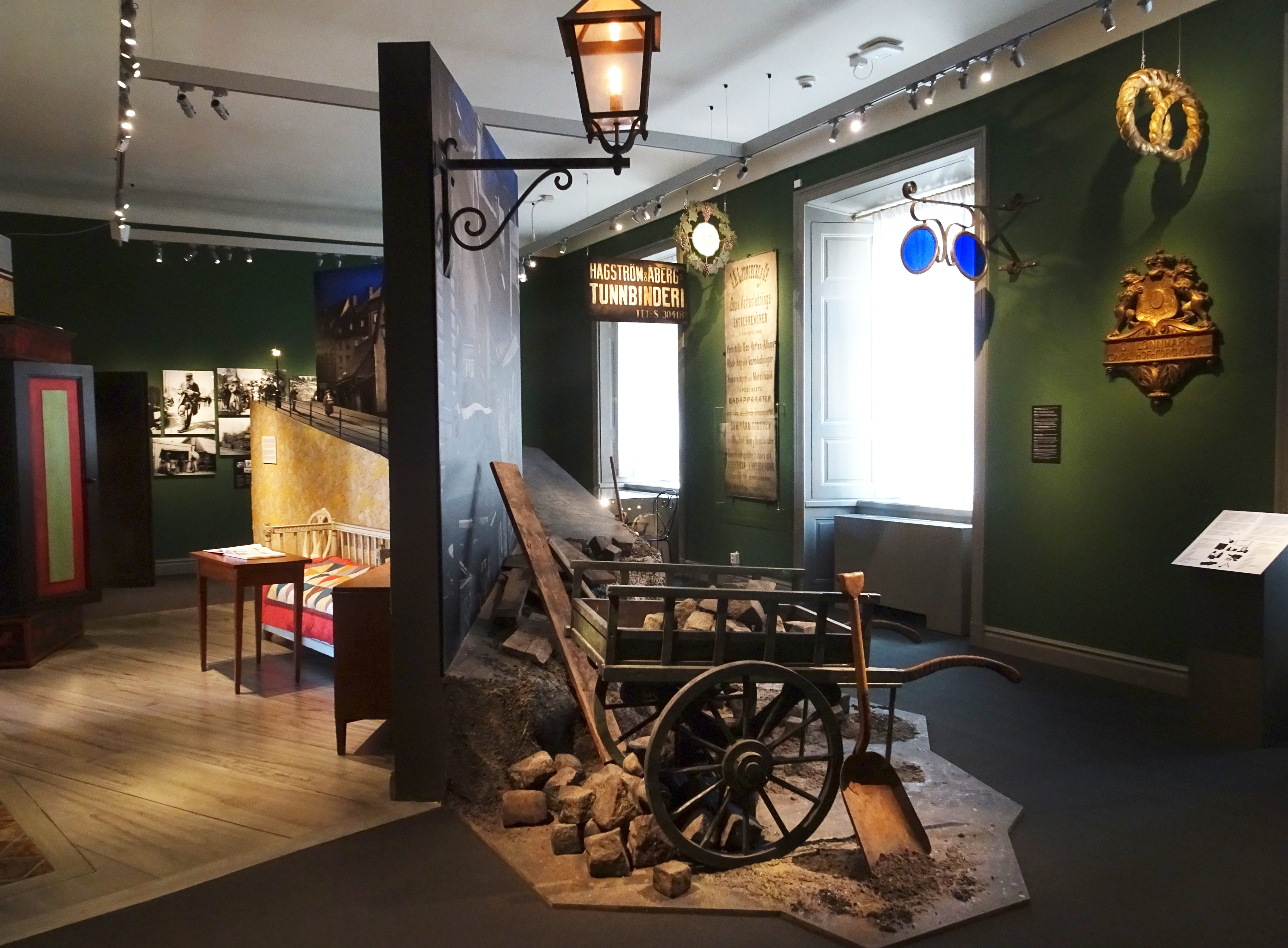
Industrin
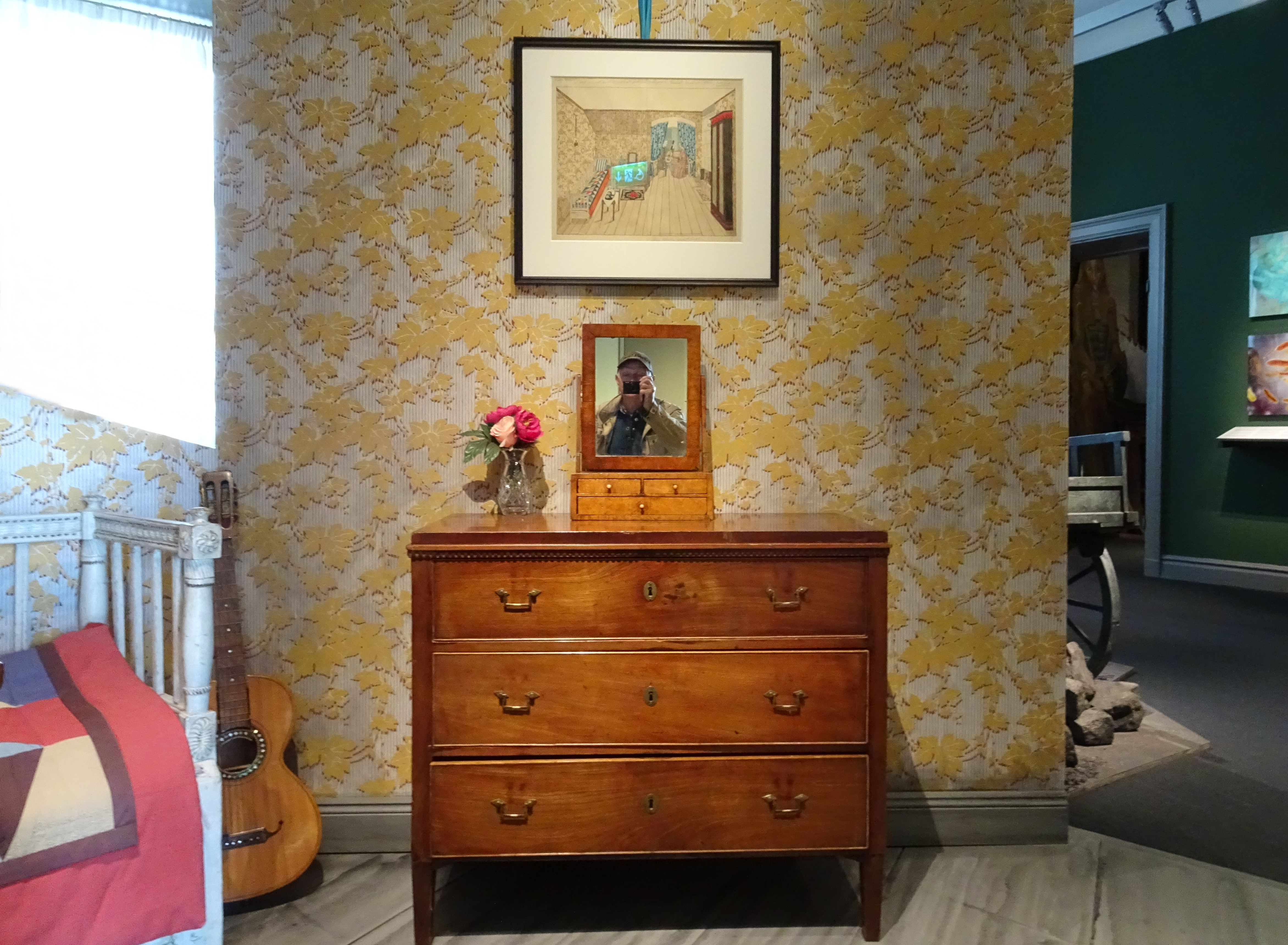
Mamsell Josabeths hem
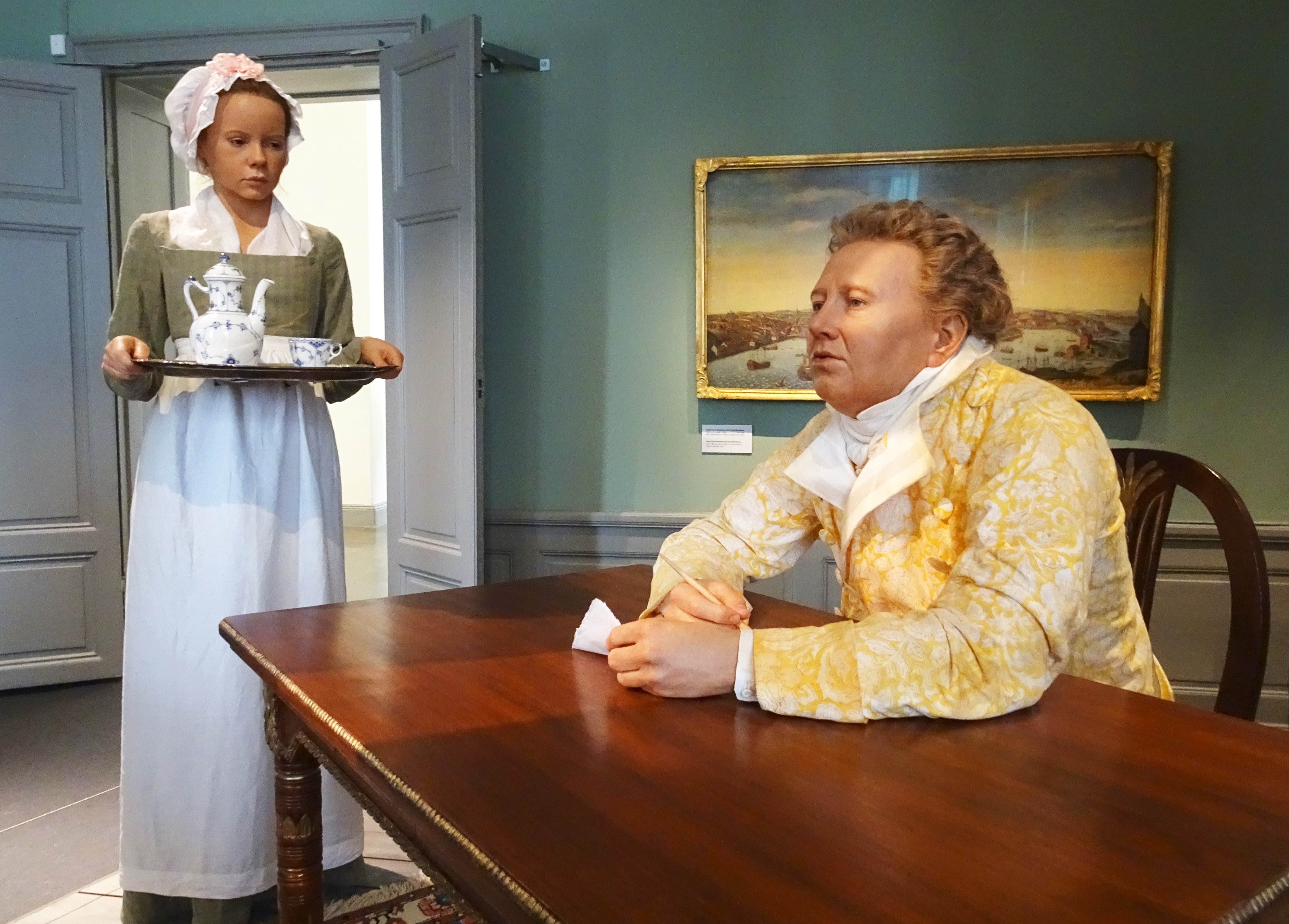
Handelsmannen Schwan på Skeppsbron

Plan 3 och 3½
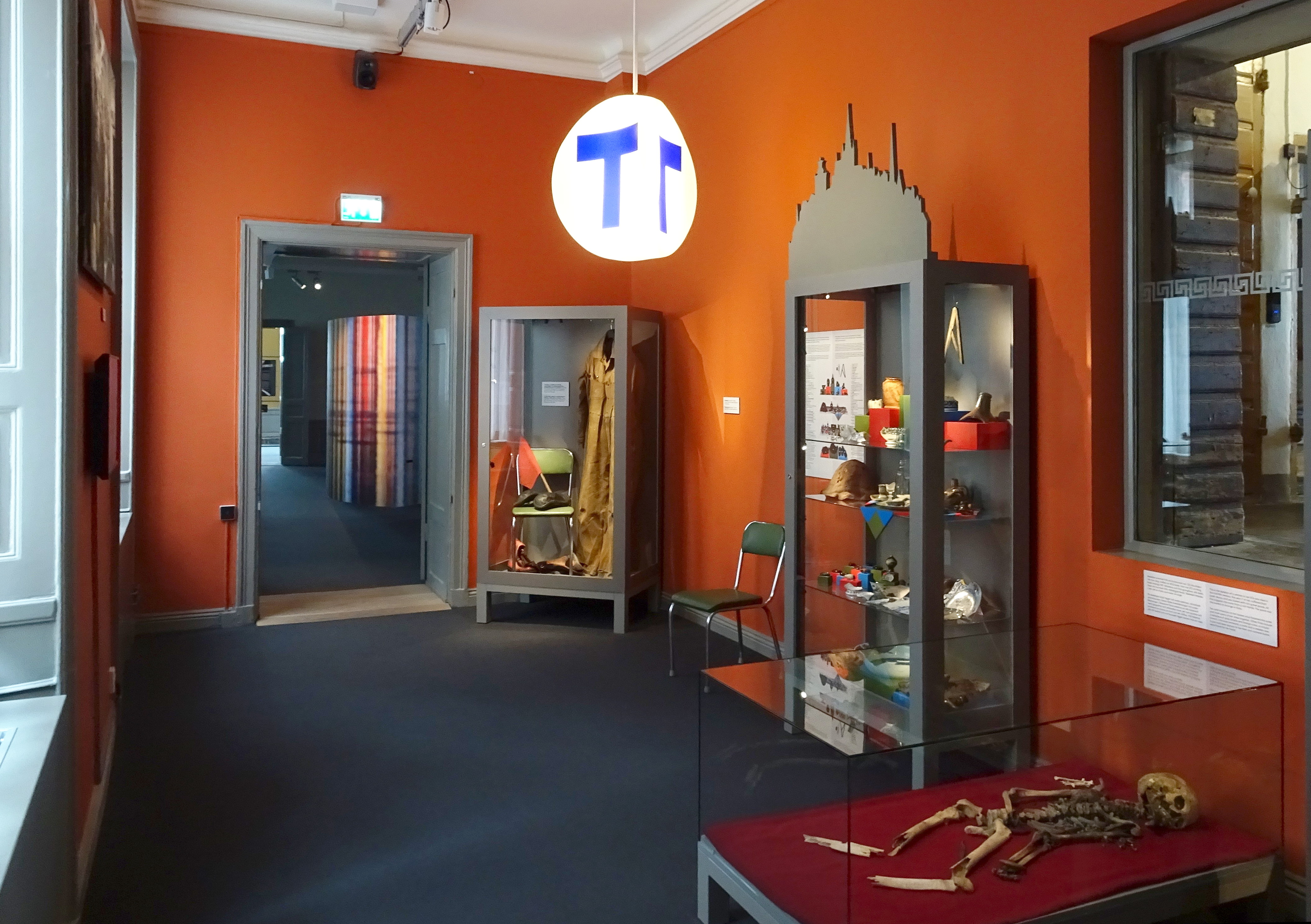
Tunnelbanan
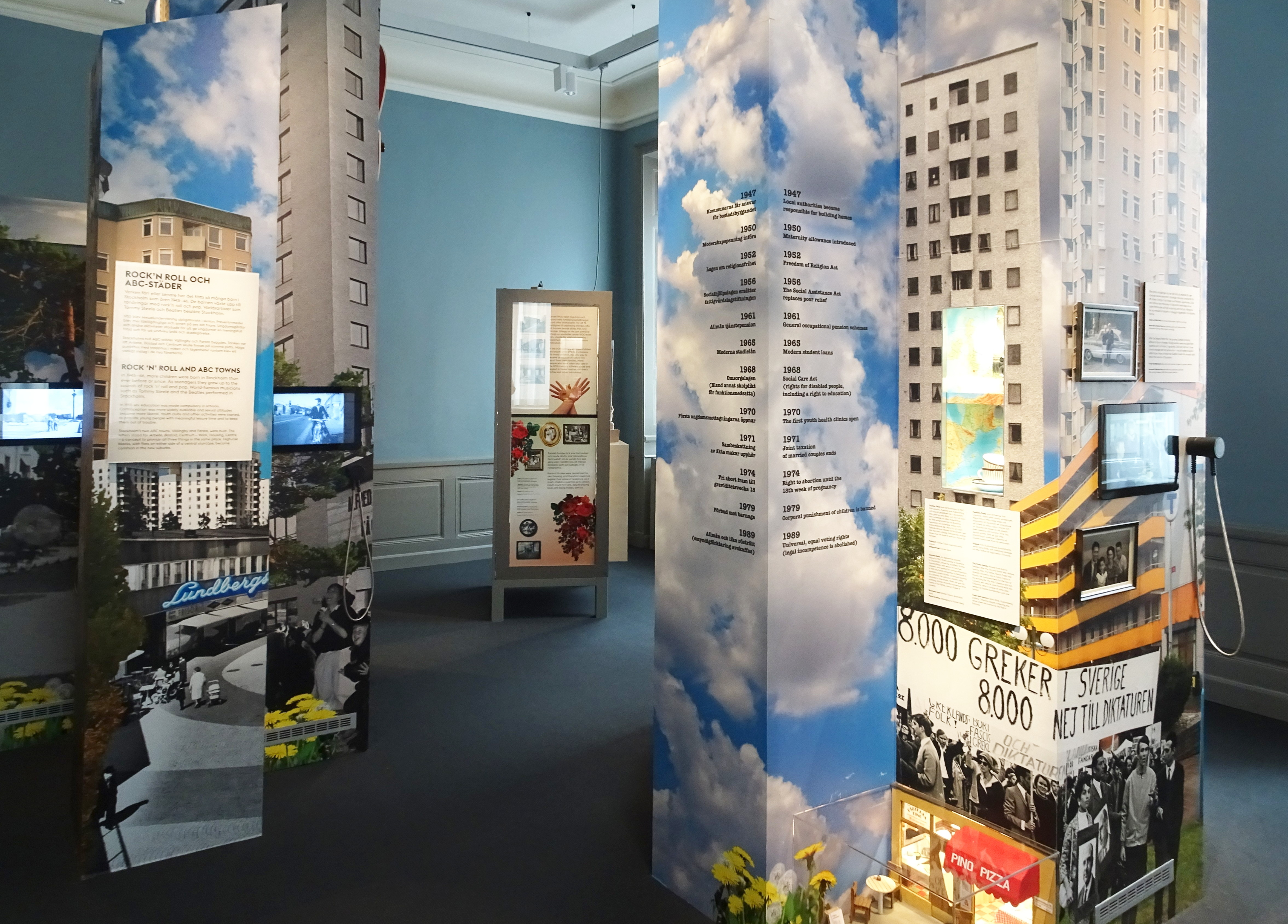
Stad i världen
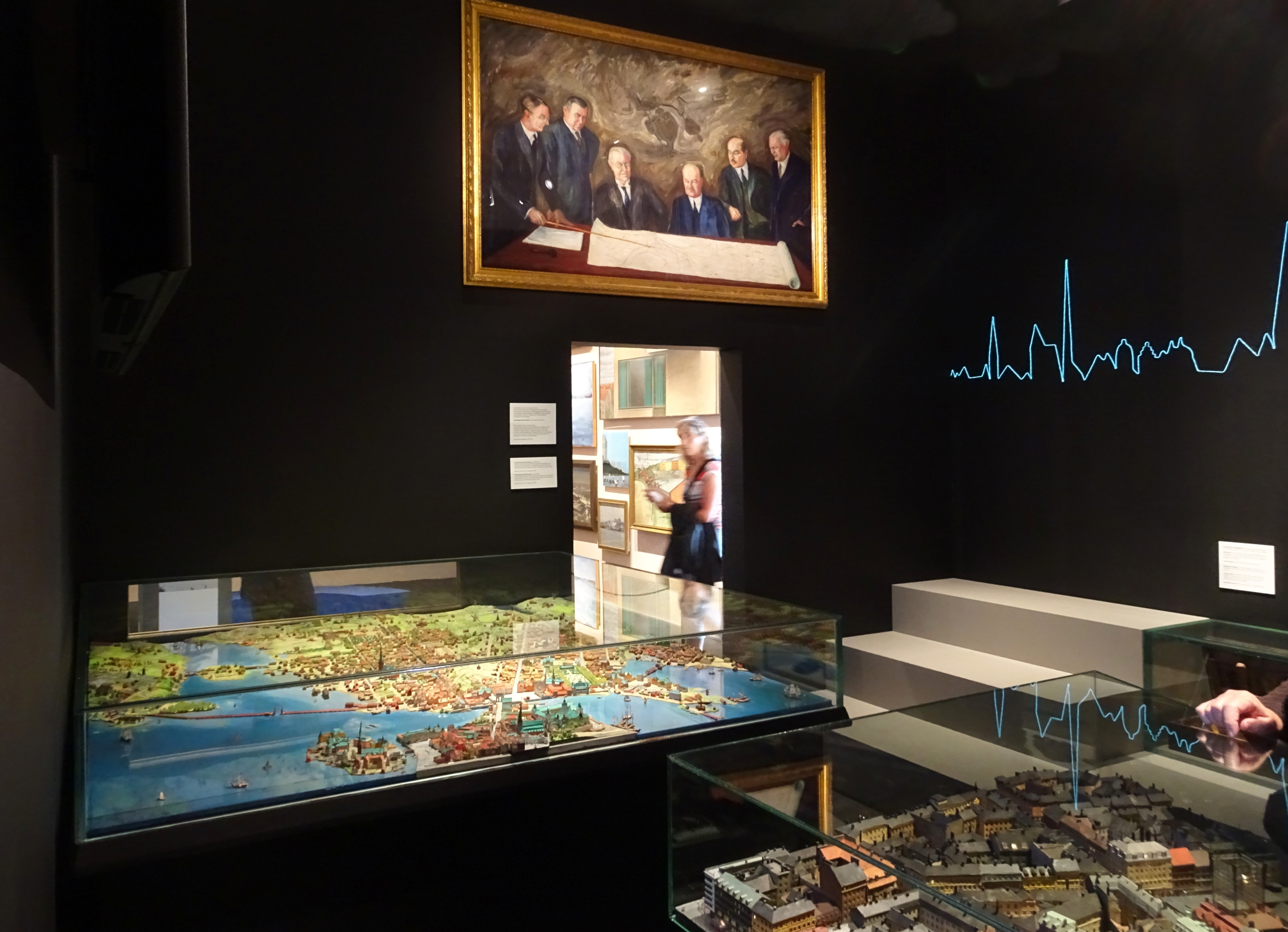
Norrmalms- och Klaramodellen
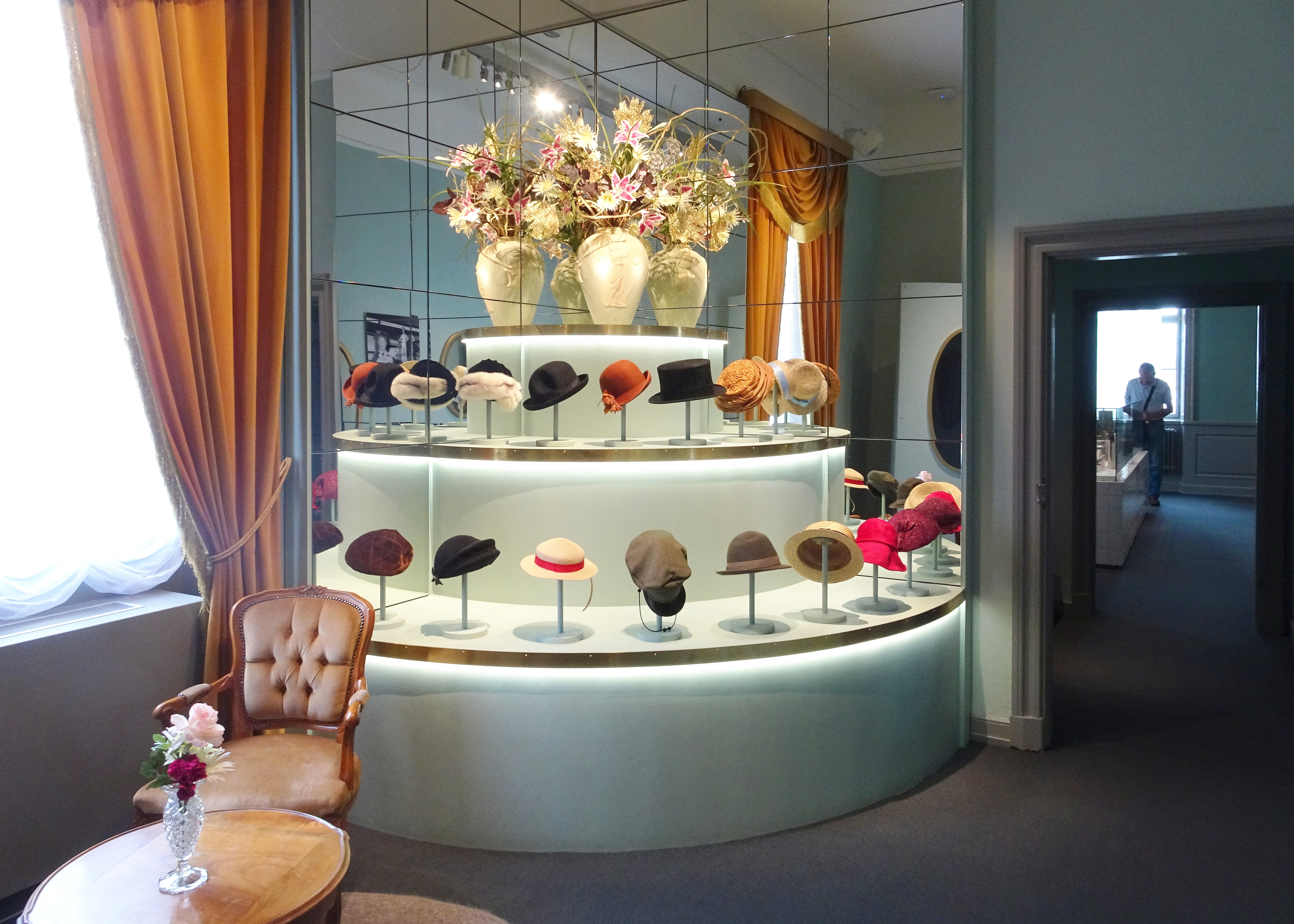
Modern stad, hattutställning
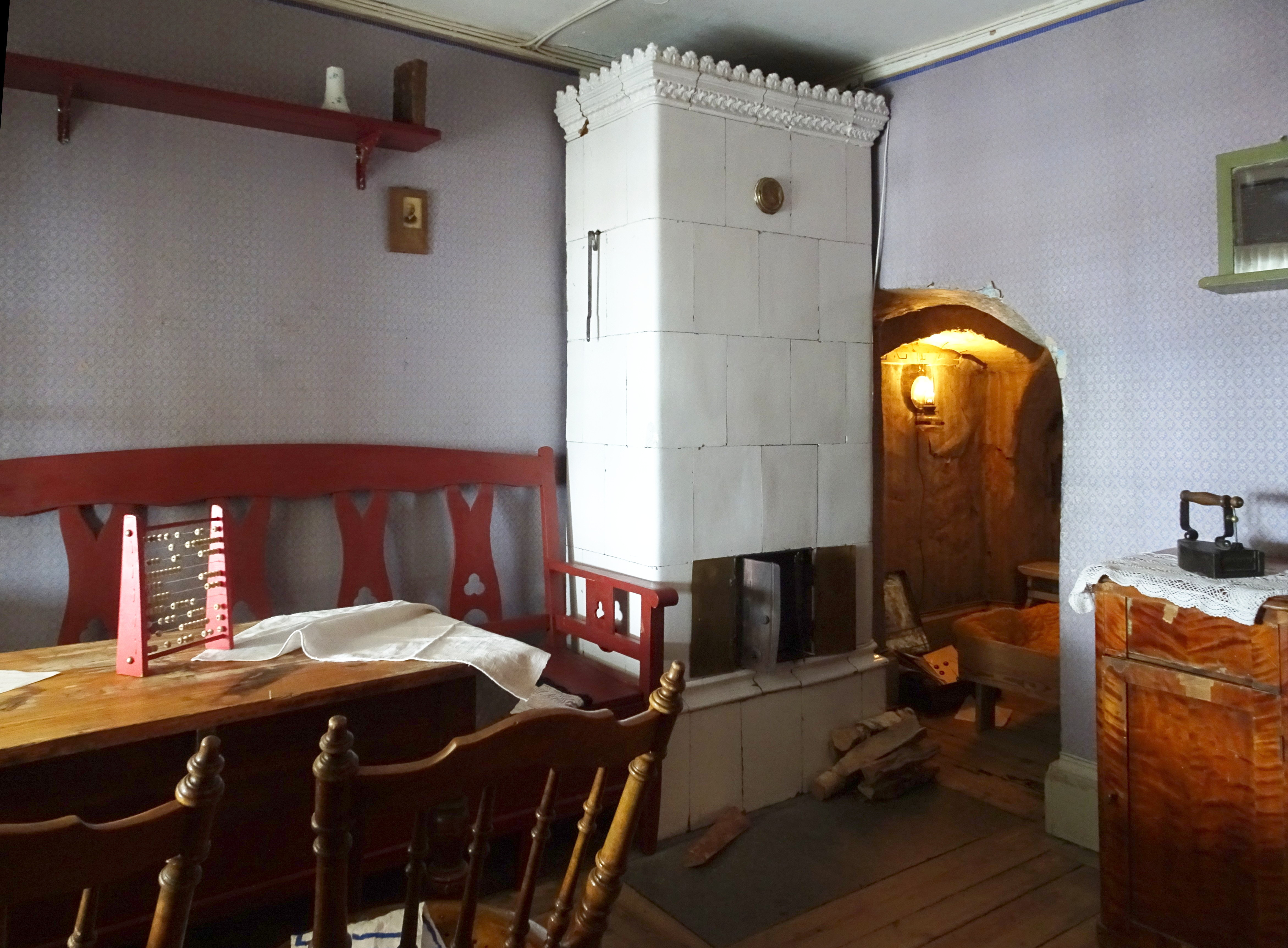
Familjen Pihlqvists hem

## Kulturhistorisk klassificering

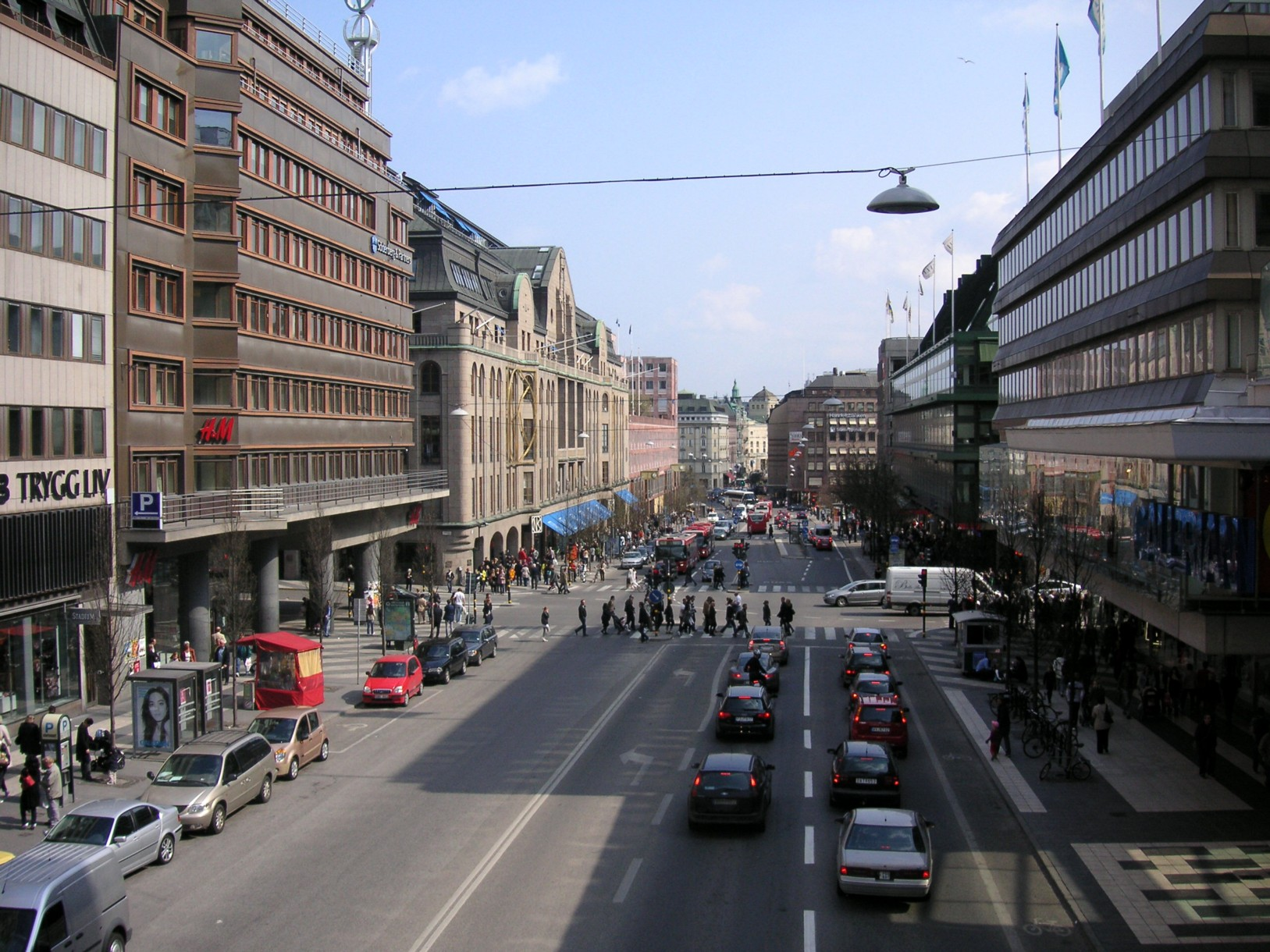
Hamngatan efter Norrmalmsregleringen. Andra huset från höger är Sparbankshuset, bakom det Sverigehuset, till vänster Hästskopalatset, NK och PK-huset.

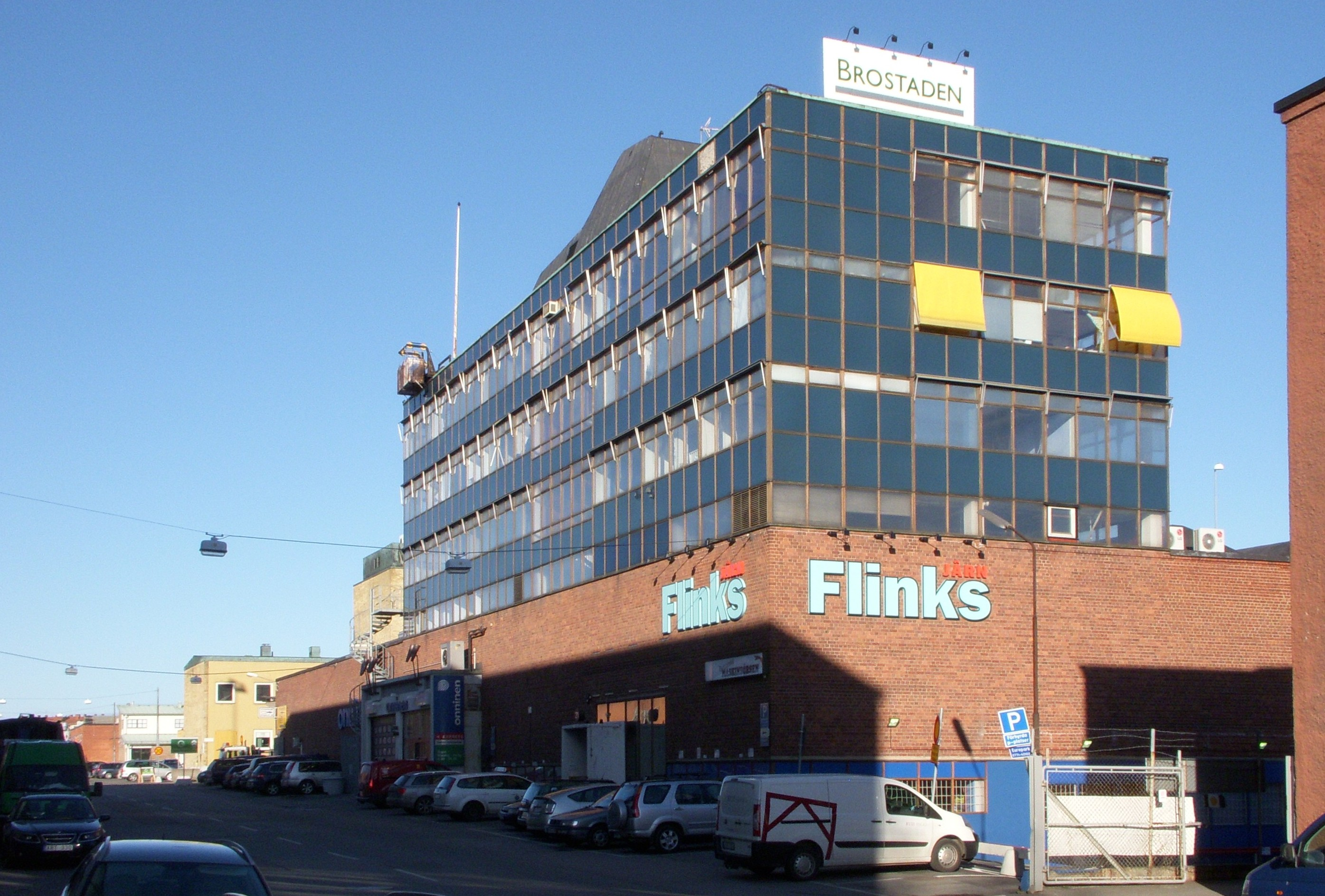
Ralph Erskine och Yngve Fredriksén: byggnad för firman Möller & Co i Slakthusområdet från 1952 tillhör de byggnader i ytterstaden som blåmärkts.

Stadsmuseet ansvarar för att peka ut och definiera bebyggelsens kulturhistoriska värden i Stockholms stad.
Stadsmuseet använder ett färgsystem med blått, grönt, gult och grått för att klassificera fastigheter och byggnader. Klassificeringen har i sig ingen juridisk verkan men den används som  kunskapsunderlag av Stadsbyggnadskontoret i handläggning av bygglov- och planärenden enligt plan- och bygglagen.
1. Blå är den högsta klassen och innebär att bebyggelsen bedöms ha synnerligen höga kulturhistoriska värden (se även: Ett urval av blåmärkta byggnader i Stockholm).
2. Grön är den näst högsta klassen och innebär att bebyggelsen bedöms vara särskilt värdefull från historisk, kulturhistorisk, miljömässig eller konstnärlig synpunkt (se även Ett urval av grönmärkta byggnader i Stockholm).
3. Gul klassificering innebär att bebyggelsen har positiv betydelse för stadsbilden och/eller har ett visst kulturhistoriskt värde.
4. Grå klassificering innebär att fastigheten inte uppfyller några av kriterierna ovan.

Klassificeringen innefattar också områden som bedöms vara särskilt kulturhistoriskt värdefulla. 
Bebyggelse som ännu inte har klassificerats är streckad.
Klassificeringen kan ses på en karta.

### Innerstaden
I princip hela Gamla stan är blå-märkt (högsta klassificeringen) och är skyddad genom bestämmelser i detaljplan.
Våren 2007 genomförde Stadsmuseet en omfattande inventering och klassificering av samtliga fastigheter på Norrmalm i Stockholm som uppfördes 1960–1989. Stadsmuseet dokumenterade samtliga fastigheter i ord och bild som vägledning vid eventuella framtida förändringar av bebyggelsen i Stockholms city. Bland huset som dokumenterades fanns verk av ledande svenska arkitekter som Peter Celsing och Carl Nyrén liksom det flitiga Stockholmskontoret Backström & Reinius.
Kartläggningen har fått kritik från politiskt håll, bland annat kritiserade dåvarande stadsbyggnadsborgarrådet Mikael Söderlund slutsatserna och ifrågasatta öppet Stadsmuseet klassificering av bland annat Sheraton, Åhléns City och parkeringshuset Parkaden som särskilt värdefulla och Söderlund menade att Parkaden bör byggas om. Men enligt Ann-Charlotte Backlund, stadsantikvarie och chef för Stadsmuseet i Stockholm, är blåmärkningen inte en fråga för stadsbyggnadsnämnden.

### Ytterstaden, Ytterstadsprojektet
Under 2004–2007 inventerade museets kulturmiljöenhet även byggnader i Stockholms ytterstad i ett projekt som kallades Ytterstadsprojektet. I drygt hälften av stadens 97 stadsdelar utanför Stockholms innerstad dokumenterades alla byggnader i ord och bild. Tio byggnadsantikvarier och två fotografer reste runt och inventerade. De tog fram fakta om hur och varför varje stadsdel började byggas och hur de ser ut idag. Materialet tillgängliggörs i Riksantikvarieämbetets bebyggelseregister, en databas som finns på Riksantikvarieämbetets hemsida. Inventeringen låg till grund för en kulturhistorisk klassificering. Alla 97 stadsdelar finns också beskrivna i boken Stockholm utanför tullarna : nittiosju stadsdelar i ytterstaden.

## Samlingarna
Stadsmuseet i Stockholm är Sveriges största kommunala museum som förvaltar samlingar som omfattar omkring  300 000 föremål, 25 000 konstverk, 3,5 miljoner fotografier samt ett omfattande bibliotek och arkiv. Därtill förvaltar museet Stockholm stads konstsamling om cirka 25 000 konstverk samt stadens konstverk utomhus på allmän plats om cirka 400 konstverk. Museet har i uppdrag att göra samlingarna tillgängliga för allmänheten.

## Museilägenheter
- Blockmakarens hus, Stigbergsgatan 21, med inredning från 1920-talet.[11]
- Stuckatörens hus, David Bagares gata 10, med inredning från slutet av 1800-talet.[12]
- Stickelbärsvägen 7, en lägenhet om två rum och kök i ett barnrikehus med inredning från slutet av 1930-talet.[13]
- Kämpingebacken 13, en lägenhet från miljonprogrammet i Tensta med inredning från 1969.[14]

Bilder, Stadsmuseets museilägenheter
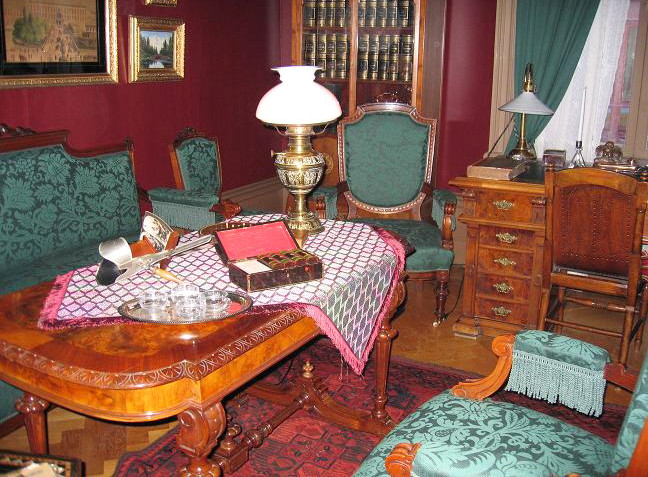
Stuckatörens hus, herrummet.
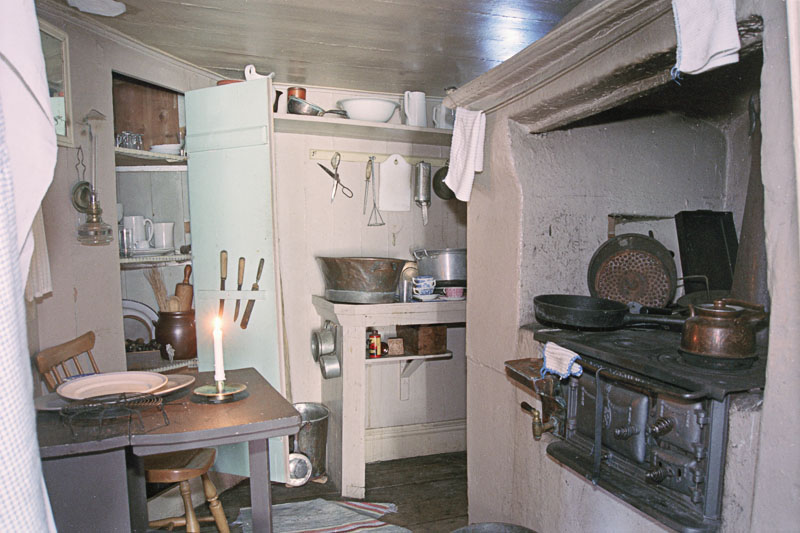
Blockmakarens hus, köket.
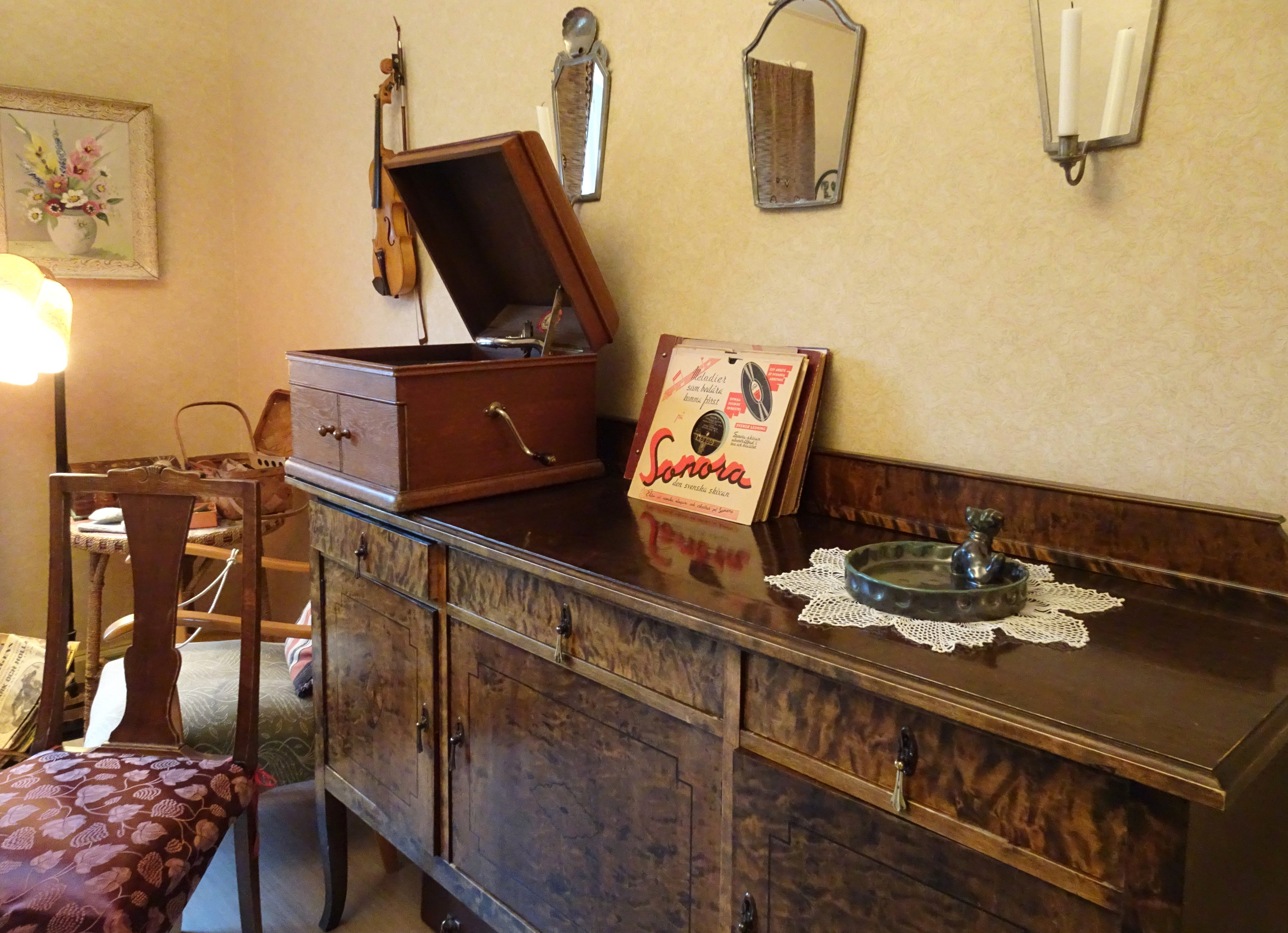
Stickelbärsvägen 7, vardagsrummet.
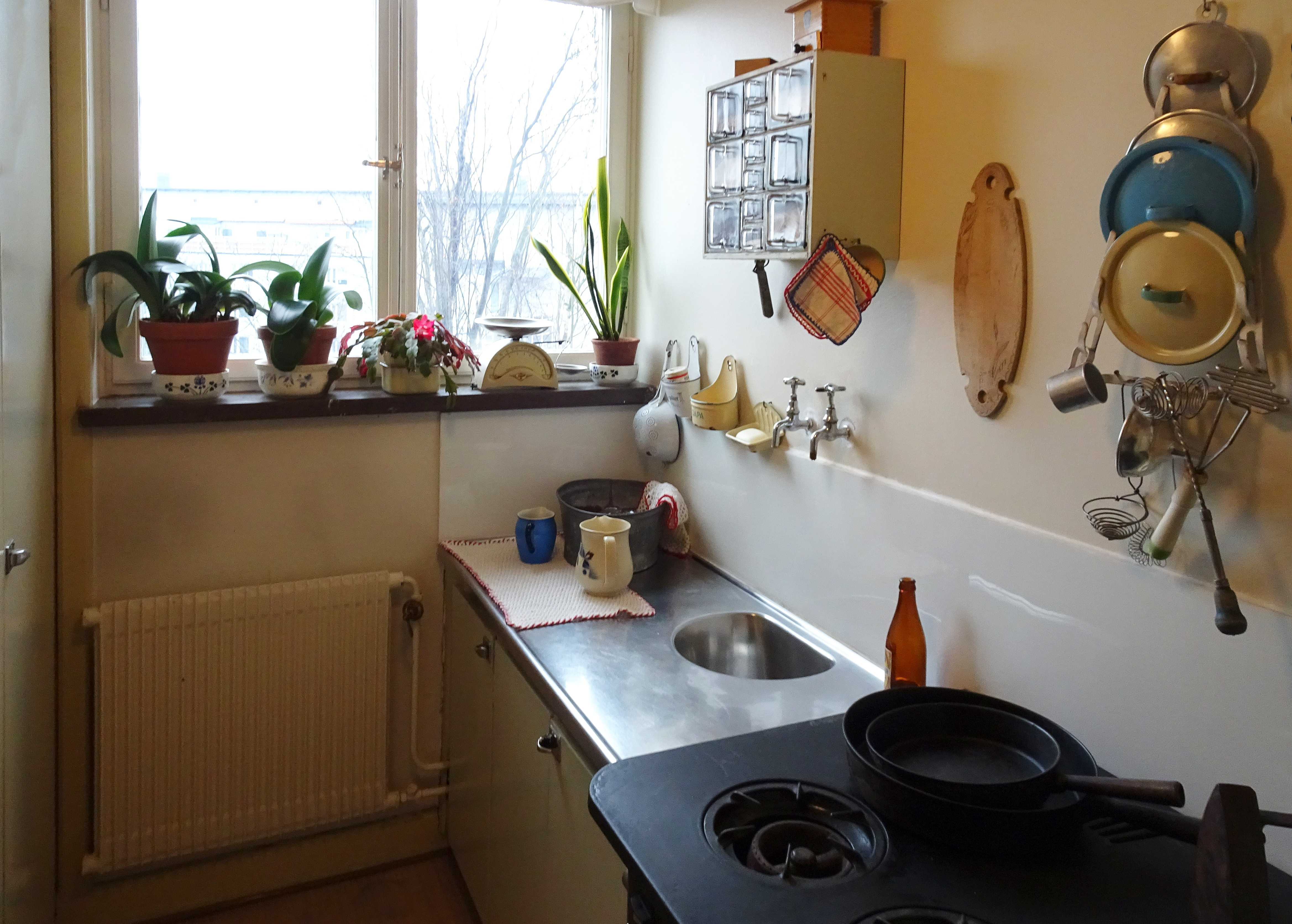
Stickelbärsvägen 7, köket.
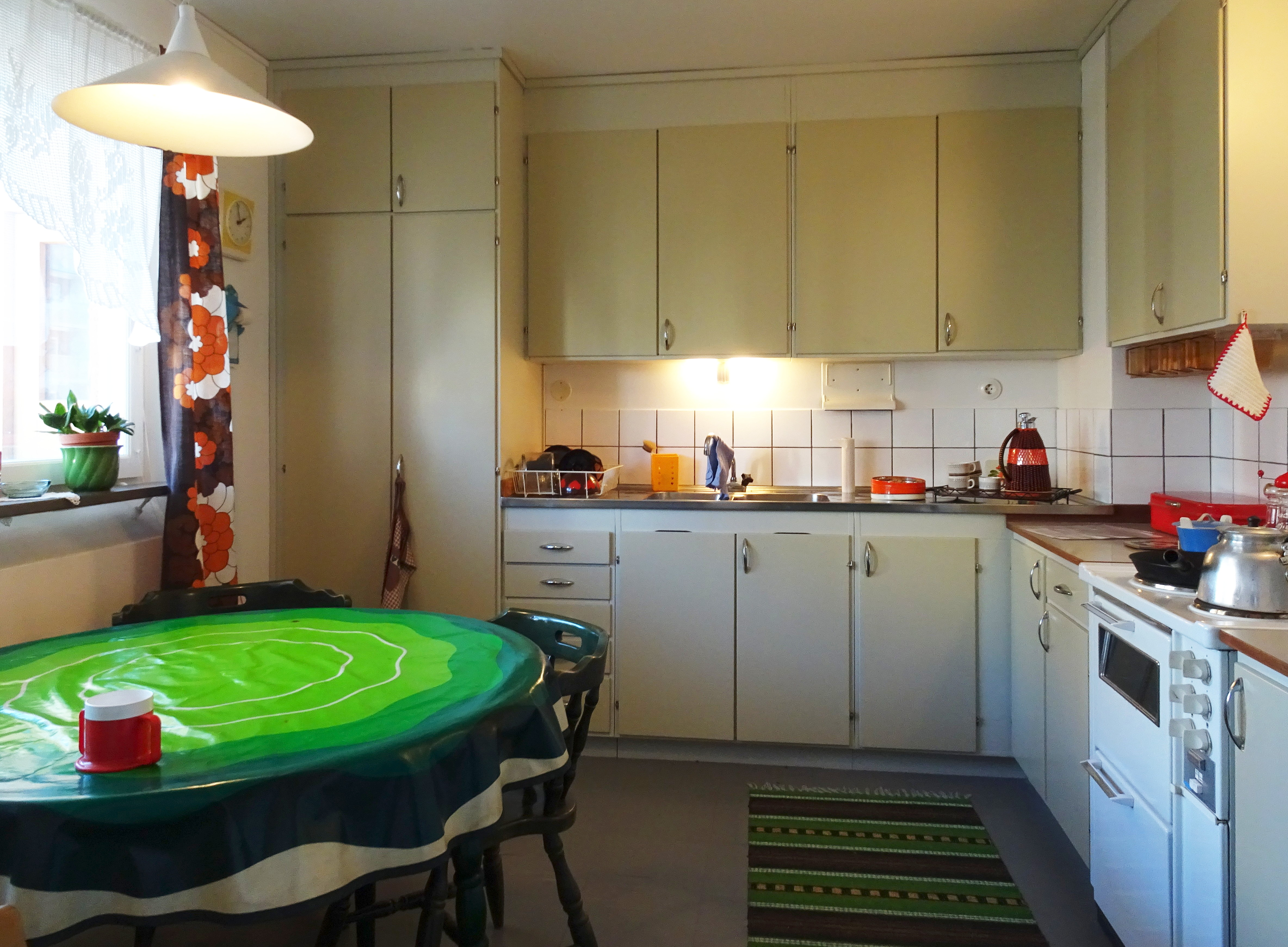
Kämpingebacken 13, köket.

## Se även

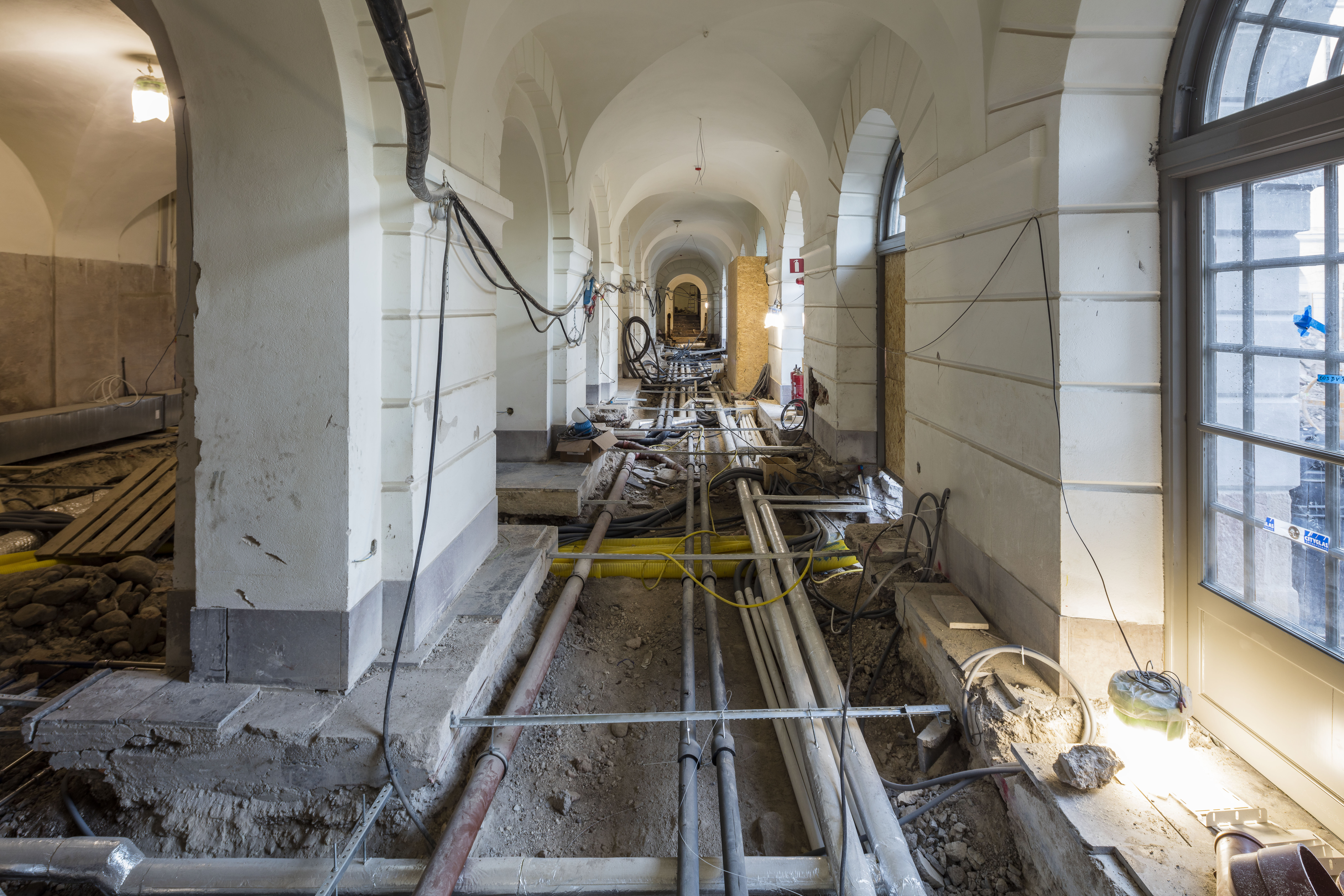
Stadsmuseet i Stockholm under renovering, 2017.